# Szén nanocső
A szén nanocső, angol rövidítéssel gyakran CNT (carbon nanotube), a szén egyik allotrop módosulata, a fullerének egy sajátos, hengeres szerkezetű típusa. Más nanocsövekhez és nanopálcákhoz hasonlóan a szén nanocsövek is kvázi-egydimenziós szerkezetek, azaz a tér egyik irányában kiterjedtek, míg a másik két irányban nanométeresek. Közel atomi méreteik miatt szén makromolekuláknak is tekinthetők.
Felfedezésük időpontja vitatott: először 1952-ben közölték észlelésüket, de igazi tudományos érdeklődést csak az 1990-es években keltettek. Bár alkalmazásuk technikailag igen nehéz, sokfelé, így Magyarországon is intenzíven kutatják. Különleges mechanikai, kémiai, elektromos és hőtani tulajdonságaik nagyrészt szerkezetüknek köszönhetőek. Igen érdekes fizikai tulajdonságuk a szobahőmérsékletű ballisztikus vezetés. Elektronikus sávszerkezetükben a kétdimenziós kvantumbezárások van Hove-szingularitásokat hoznak létre.
Szakítószilárdságuk és hővezetésük a hagyományos szerkezeti anyagokénál akár százszor is jobb lehet. A belőlük készíthető nanoszerkezetű tömbi anyagok nagy felület-térfogat aránya és nanoporozitása sok alkalmazás felé nyit utat. Ma is kutatják többek között különlegesen szívós ruhák, szerkezeti kompozitok, elektronikai eszközök, szuperkondenzátorok, napelemek, hidrogéntároló üzemanyagcellák, illetve űreszközök, például űrliftek szén nanocsövekre alapozott gyártásának lehetőségét. Extrém jellemzőik hatékony alkalmazása még várat magára, sok alkalmazás gyakorlatba ültetése további műszaki fejlesztést igényel.

## Története

### Felfedezése
A szén nanocsövek felfedezésének pontos idejét és az első észlelő személyét illetően nincs általános egyetértés. A nanoszerkezetű szénszálacskákra vonatkozó első közlemény valószínűleg a szovjet L. V. Raduskevics és V. M. Lukjanovics 1952-es, orosz nyelvű cikke volt. Ebben leírták, hogy egyes vékony szénszálak akár a nanométeres méretskálát is elérhetik, és üregesek lehetnek. Ezen eredményeik valóban a szén nanocsövek első észlelései lehettek, azonban a hidegháború éveiben ez az eredmény nyelvi és politikai okok miatt nem vált széles körben ismertté.
1976-ban a francia CNRS intézet japán fizikusa, Endó Morinobu feltekert grafitrétegből álló üreges szerkezeteket állított elő kémiai gőzfázisú leválasztással. Későbbi vizsgálatok során, amikor a szén nanoanyagokról már több ismeret állt rendelkezésre, fény derült rá, hogy az Endo által felfedezett alakzatok minden bizonnyal egyfalú szén nanocsövek lehettek. Eredményei közt továbbá többfalú szén nanocsőre utaló eredmények is találhatók, illetve ezek ipari léptékű gyártása ma is nagyban támaszkodik az ő eredményeire. Az eljárást a kutató tiszteletére ma Endo-eljárásnak nevezik.
John Abrahamson 1979-ben, a Pennsylvaniai Állami Egyetem egy szénszerkezetekkel foglalkozó konferenciáján mutatta be szén nanocsövek ívkisüléssel való előállítására vonatkozó eredményeit. Abrahamson az eljárás ismertetése mellett a „nanoszálak” részletes jellemzését, és nitrogénatmoszférában, alacsony nyomáson való keletkezésük egy modelljét is megadta.
1981-ben szovjet kutatók tettek közzé egy beszámolót a szén nanoszerkezetek kémiai és szerkezeti jellemzéséről. A cikkben szén-monoxidból, termokatalitikus oxidoredukcióval előállított szén nanorészecskéket vizsgáltak TEM és XRD eljárásokkal, és „többfalú, csőszerű szénkristályokról” számoltak be, melyek vélekedésük szerint grafénrétegek feltekeredésével jöhettek létre. Egyben rámutattak, hogy a grafén hatszöges rácsának különféle irány menti hipotetikus feltekerésével elméletben különféle csőszerkezetek nyerhetők, továbbá meghatározták ennek ma is alkalmazott két alaptípusát: a körkörös feltekerésű, azaz „karosszék”-típusú, illetve az általános, helikálisan csavart rácsú, ma egyszerűen királisnak nevezett szén nanocsövet.
Howard G. Tennent 1987-ben jegyezte be szabadalmát hengeres, különálló, többfalú, 3,5 és 70 nanométer közötti vastagságú, ezt nagyjából százszorosan meghaladó hosszúságú szénszálak gyártási eljárására.

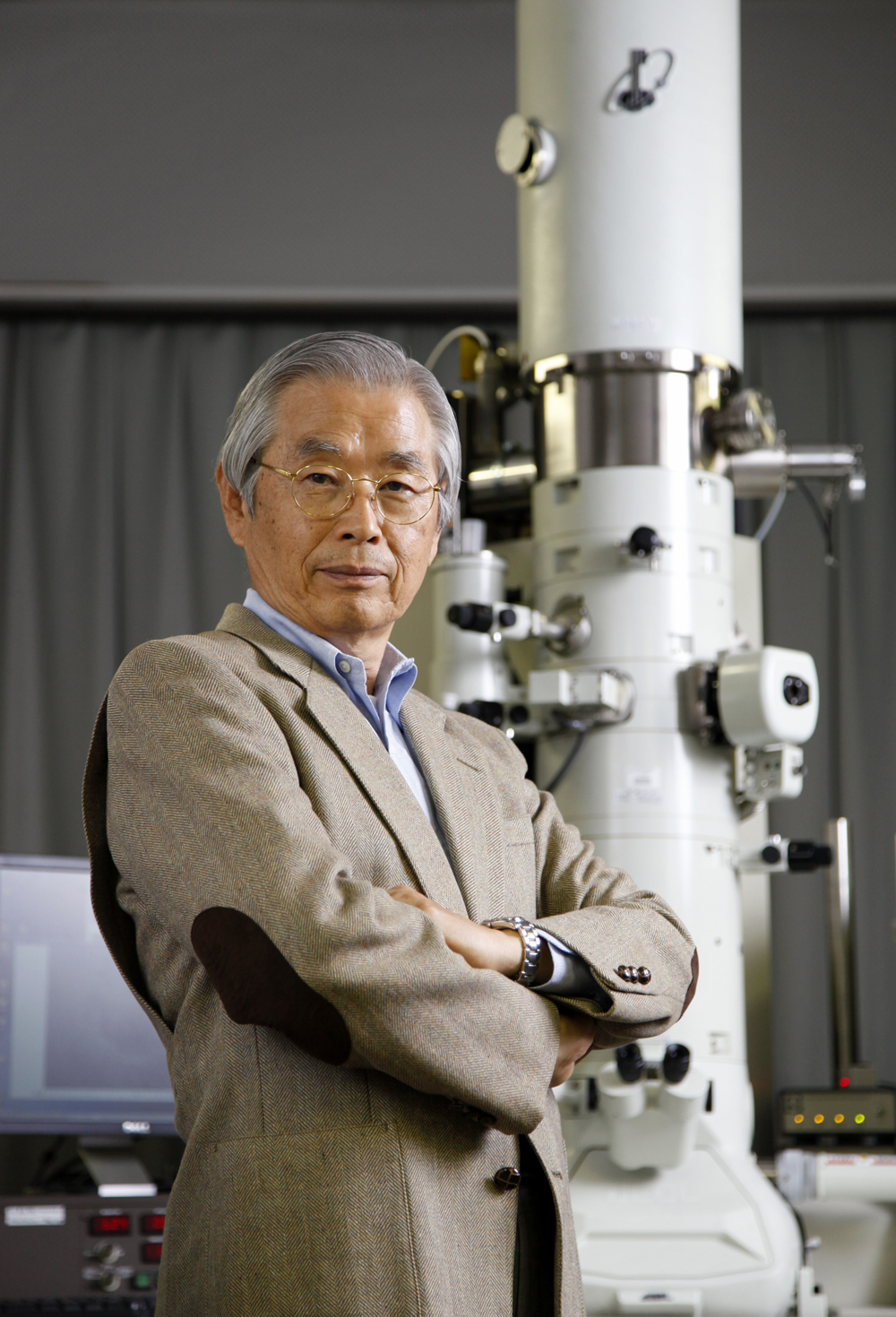
Iidzsima Szumio

A fenti részeredmények ellenére sokáig nem történt nagy áttörés a nanocsövek kutatásában. A téma akkor nyert igazán nagy szakmai figyelmet, amikor Iidzsima Szumio japán fizikus 1991-ben a Nature folyóiratban közölte ívkisüléssel porlasztott grafitrudakból előálló, többfalú szén nanocsövekkel kapcsolatos kísérleti eredményeit, és a nanocsövek egy részletes jellemzését. Az új tudományos érdeklődéshez nagyban hozzájárult Mintmire és szerzőtársai Iidzsimáétól független 1992-es munkája, melyben igen jól jósolták meg az egyfalú szén nanocsövek lehetséges vezetési jellemzőit. A témakör kutatásának történetében újabb fontos lépés volt, amikor Bethune és szerzőtársai illetve Iidzsima egymástól független eredményeket közölt az egyfalú szén nanocsövek átmenetifém-katalizátor segítségével, ívkisüléssel történő előállításával kapcsolatban, mely eljárás már korábban használatos volt buckminsterfullerén előállításához.
A szén nanocsövek felfedezésének története tehát a 20. század közepéig nyúlik vissza, bár a témakör intenzív kutatása csak Iidzsima 1991-es Nature-cikke után kezdődött, mely egészen a 2010-es évekig tartott, és később sem zárult le teljesen. Bár a szén nanocsövek alkalmazásbeli korlátai miatt a 2010-es évekre az élénk érdeklődés kissé csillapodott, továbbra is hangsúlyos kutatások tárgyai a szén nanoszerkezetek, például a fullerének és a grafén, mely utóbbi felfedezését 2010-ben Nobel-díjjal jutalmazták.

### Hazai kutatások
A szén nanoszerkezetek fizikai és kémiai kutatásával Magyarországon több kutatócsoport is foglalkozik. A Szegedi Tudományegyetem Természettudományi és Informatikai Karán szén nanocsövek CVD-s előállításával, a csövek funkcionalizálásával, szén nanocsövekből álló vékonyrétegekkel illetve különféle önszerveződő folyamatokkal kapcsolatban zajlik kutatás és a Kémia Doktori Iskola programja keretében képzés.
Az MTA Természettudományi Kutatóközpontjához tartozó Műszaki Fizikai és Anyagtudományi Intézet egyes csoportjai szén nanocsövek jellemzésével, elméleti és kísérleti vizsgálatával foglalkoznak. Kiemelendők például a szegediekkel és más csoportokkal együttműködve, a katalitikus nanocsőgyártás terén végzett munka, továbbá eredmények a bambuszra emlékeztető geometriájú vagy Y-elágazást tartalmazó nanocsövek gyártása, a szerkezetek pásztázószontás vizsgálataira, és ezek elméleti tárgyalására, a szén nanocsövek gázérzékelésére vonatkozóan.

## Szerkezete

Egyfalú szén nanocső szerkezete

A szén nanocsövek szénatomok rácsából álló, kvázi-egydimenziós, hengeres, nanoszerkezetű anyagok. A csőfalat szénatomok kovalensen kötött hatszöges rácsa alkotja, mely feltekert grafénhez, azaz a grafit egyetlen atomból álló rétegéhez hasonló. Az üreges nanocső átmérője igen sokféle lehet, jellemzően 0,5 nm és 100 nm közötti, hosszúsága pedig tipikusan mikrométeres nagyságrendű, de extrém esetben akár az 55 cm-t is elérheti. A csőfal állhat egy vagy több rétegből. Többfalú szén nanocsövek esetén a koaxiális, fokozatosan növekvő átmérőjű csőfalak nagyjából olyan távolságban helyezkednek el egymástól, mint a grafénrétegek a grafitban.
A nanocsövek gyakran hibahelyeket, kapcsolódó molekulákat, töréseket tartalmaznak. A csőfal rácsa a hibák környezetében torzul, szabályos hatszöges rács helyett néhol más elrendezés alakul ki. A hibahelyek nagy hatással vannak a nanocsövek kémiai kölcsönhatásaira, szerkezeti jellemzőire, mechanikai tulajdonságaira.
A csövek végződhetnek nyíltan, de olykor fullerénmolekulához hasonló, félgömbszerű lezáródásuk van. A csővégződés szerepe viszont gyakran nem jelentős, az igen hosszú nanocsövek fizikai jellemzőit inkább a csőfal szerkezete határozza meg.

### Egyfalú szén nanocsövek
Az egyfalú szén nanocsövek egyetlen, üreges, hengeres formában záródó hatszögrácsból állnak, melyek átmérője jellemzően 0,5 nm és 2 nm közötti, hossza pedig ennek akár milliószorosa is lehet. A szerkezet az alábbiak szerint, egy grafénréteg feltekeréseként képzelhető el (habár a valóságban a szén nanocsövek nem így keletkeznek):

A szén nanocsövek szerkezetének elméleti származtatása a grafénből
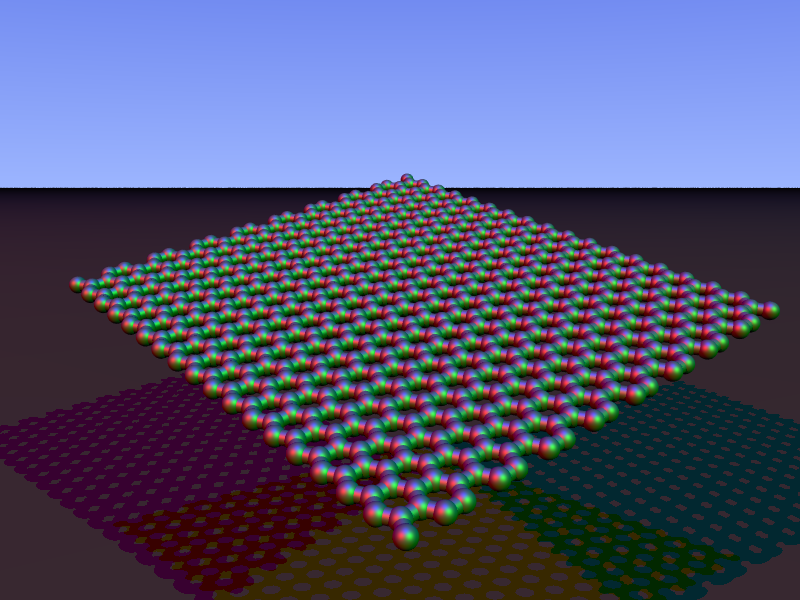
1. Kiindulás egy egyatomos vastagságú grafénréteg, melyet szénatomok hatszöges rácsa alkot
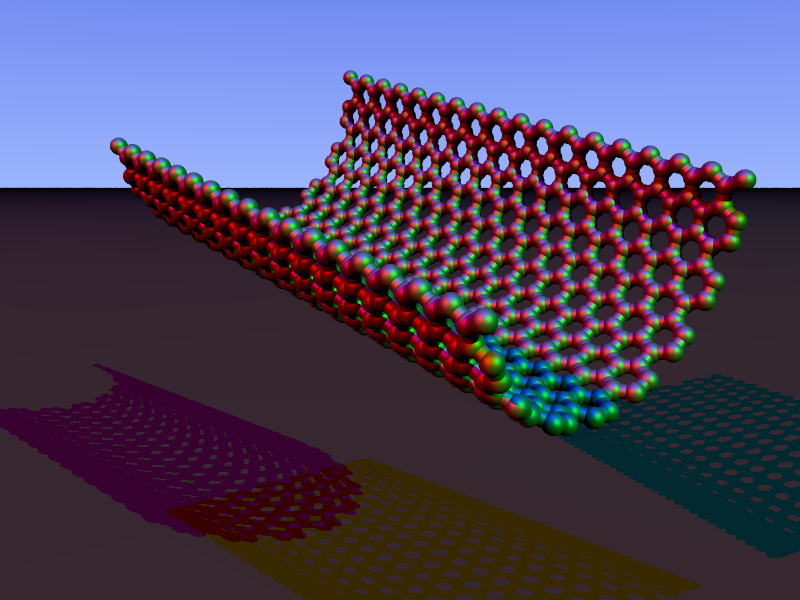
2. A grafén egy véges tartományát (szalagját) a peremmel párhuzamos tengely mentén gondolatban meggörbítjük.
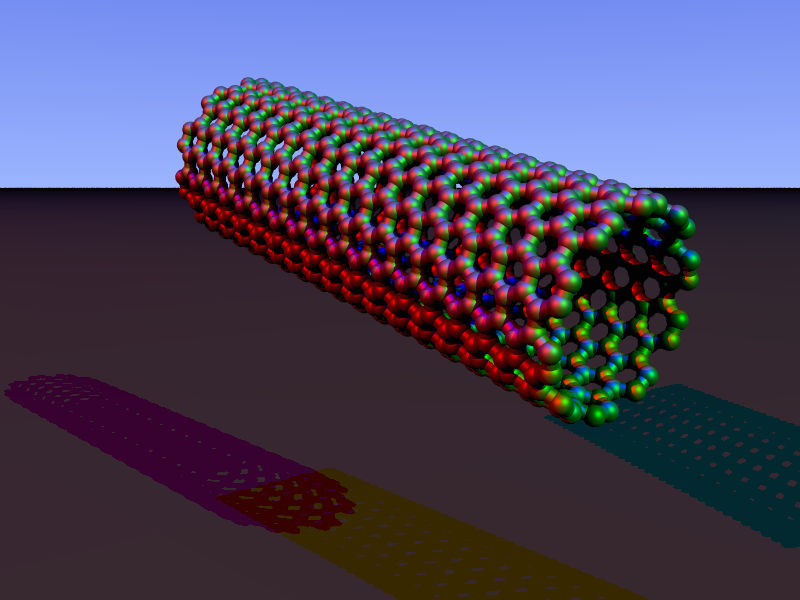
3. A grafén peremeit felül kötéshelyesen összeilletve csőszerű alakzatot nyerünk.

A feltekerés iránya a grafén eredeti rácsához képest többféle lehet, ennek megfelelően a nanocső is más-más szerkezetű lesz. Mint minden nanoszerkezetű anyagnál, a szén nanocsövek esetén is jellemző az, hogy a szerkezeti változások alapvetően befolyásolják a fizikai jellemzőket. Ez határozza meg például, hogy egy szén nanocső az elektromos sávszerkezetét tekintve fémes vezető vagy félvezető jellegű-e. A félvezető nanocsövek tiltott sávja első közelítésben a csőfal átmérőjével fordítottan arányos, de a pontos jellemzéshez a csőfal hajlottságát is figyelembe kell venni, mely összetettebb fizikai képet eredményez.

### Többfalú szén nanocsövek

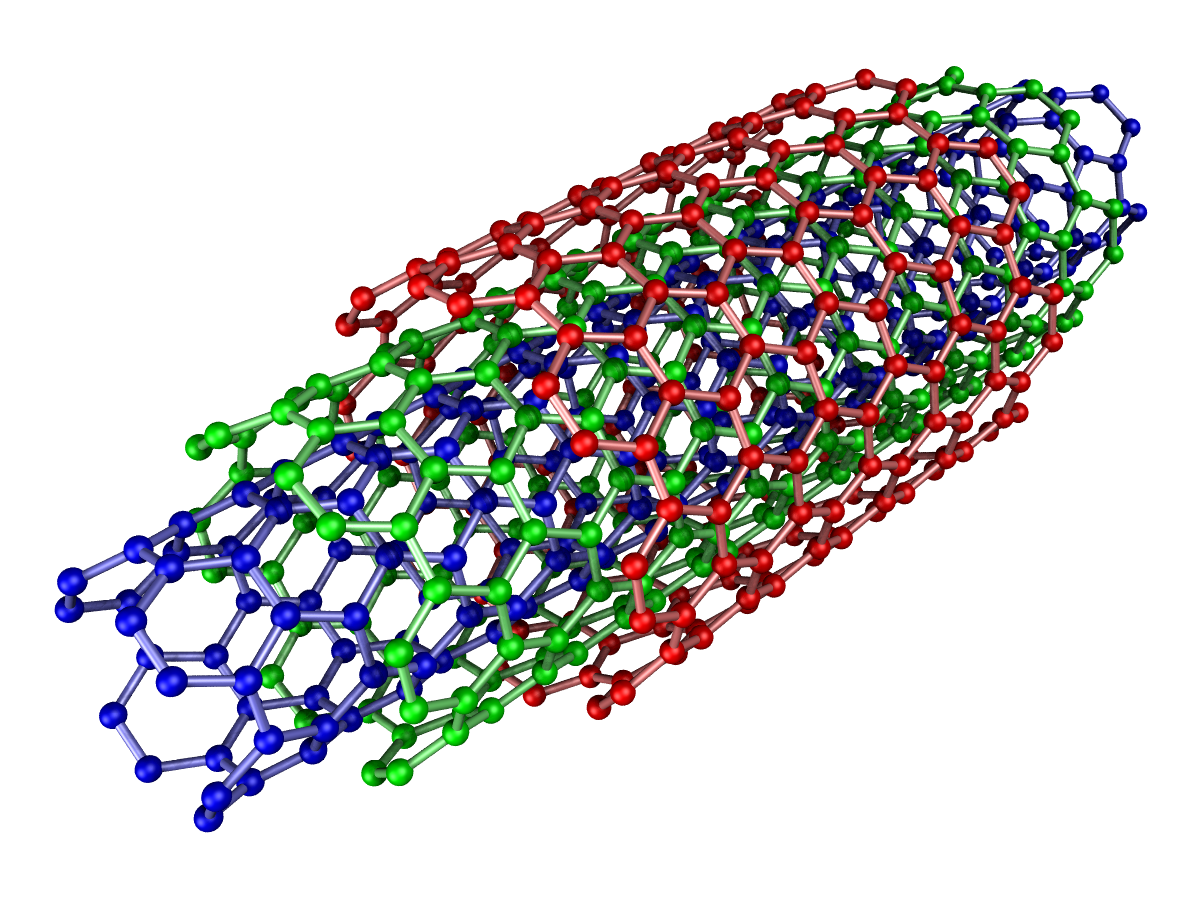
A többfalú szén nanocsöveket egymásba ágyazódó, koaxiális csövek alkotják

Ha egy egyfalú szén nanocső köré egy nála kissé nagyobb átmérőjű másik nanocsövet illesztenénk, koaxiális szerkezet jönne létre. A többfalú szén nanocsövek szerkezete ehhez hasonló. A szomszédos csőfalak távolsága nem tetszőleges, hanem geometriailag jól határozott és nagyjából a grafitbeli rétegek távolságának felel meg, azaz nagyjából 0,34 nm. A többfalú nanocsövek egy ritkább típusát alkotják azok, melyek nem koaxiális, diszkrét csövekből állnak, hanem egyetlen grafénréteg önmaga körüli többszöri feltekerése révén létrejövő tekercsként képzelhetők el.
A több egymásba ágyazódó cső különféle tiltott sávja jellemzően úgy alakul, hogy ezen szerkezetek együttes vezetési jellege fémes.
A kétfalú szén nanocsövek köztes kategóriát képeznek a többfalúak és az egyfalúak között, ugyanis szerkezetük jellemzői az egyfalúakéit idézi, de azoknál sokkal ellenállóbbak a kémiai hatásokkal szemben. Számottevő a hatás, ha a nanocső falát valamely alkalmazáshoz vagy művelethez szükséges kémiai funkciós csoportokkal kívánják ellátni. Ez a gyakorlatban azt jelenti, hogy a csőfal egy lógó kötéséhez kémiai oldalláncot csatolnak. Egy egyfalú csőhöz kívülről csatlakozó oldallánc olykor túl nagy szerkezeti változást, torzulást okoz. Mivel a funkcionalizálás a kétfalú csöveknek csak a külső falát érinti, és a szerkezettorzító hatás jellemzően nem olyan jelentős, ez nem lesz számottevő hatással a vezetési tulajdonságokra. Ezért a kétfalú csövek jobban megfelelnek olyan célokra, ahol egyszerre fontos a kémiai funkcionalizálás kialakítása és a jó vezetőképesség megtartása. A kétfalú csövek hatékony előállítása például Flahaut és szerzőtársai 2003-ban közzétett eredményei alapján lehetséges.

### Csőkapcsolatok és egyéb alakzatok
Az egy- és többfalú nanocsövek egymás közötti kapcsolatai, elágazásai igen sokféleképpen alakulhatnak. A kapcsolatok ideális esetekben is gyakran sok hibahelyet tartalmaznak, ahol a szénatomok geometriai okok miatt nem állhatnak hatszöges rácsba, illetve a szénatomok kötéstávolsága is torzul. A kapcsolódások geometriája úgy alakul ki, hogy ezen szükségszerűen jelenlevő hibahelyek által képviselt, a rendezett rácshoz képesti energiatöbblet a lehető legkevesebb legyen. Egy fémes és egy félvezető jellegű nanocső találkozásakor nanoszerkezetű heteroátmenet jöhet létre, mely a jövőben akár szén nanocsőre alapozott elektronikában is szerephez juthat.
Elméleti számításokból tudjuk, hogy egy nanocső és egy szén nanoszalag (azaz egy grafénréteg véges keresztmetszetű sávja) közötti kapcsolat is igen érdekes elektromos és mechanikai jellemzőkkel bír, de az ilyen szerkezetek célzott gyártásának hiánya, illetve ritka fellelhetőségük miatt ezek kísérletileg nehezen tanulmányozhatóak. A nanocső-nanoszalag kapcsolat lehetőségére alapozva elméleti kutatások folynak, melyek szén nanocsövekkel erősített grafén szerkezetek jellemzőit igyekeznek előrejelezni. Ha az ilyen szerkezetek gyártási módja ismert lenne, például hidrogéntároló cellák nanoszerkezetű alapanyagként lennének hasznosíthatók.
Folynak kísérletek olyan makroszkopikus tömbi anyagok előállítására, melyek bizonyos fokig rendezett szén nanocsövekből épülnek fel. Ezen anyagok nanoporozitása miatt olyan alkalmazásokban lehetnek hasznosak, melyekben a nagy felület-térfogat arány, illetve a kapillárisjelleg fontos, mint például új szuperkondenzátorok, energiatárolók, térvezérlésű tranzisztorok, katalizátorok, napelemek és egyes orvosbiológiai alkalmazások.
Nasibulin és szerzőtársai 2007-ben nanocső falához kovalensen kötődő fullerénmolekulákról számoltak be, melyeket a szaknyelv szén nanorügynek nevez. Ennek gyakorlati jelentőségét az adja, hogy egyszerre rendelkezik fullerénre és nanocsőre jellemző tulajdonságokkal. A cső jó vezető, a róla lelógó fullerénmolekula pedig például erős téremissziós jelenséget mutat. Mechanikai alkalmazásokban továbbá ezek a nanorügyek akadályozzák a szén nanocsövek egymáson való elcsúszását, mely így az anyag makroszkopikus merevségéhez járul hozzá.
Az úgynevezett szén borsóhüvelyek szintén érdekes szerkezetek: nanocső belsejébe zárt fullerénmolekulákat jelentenek. Különlegességük az, hogy besugárzás vagy melegedés hatására sajátos mágneses jellemzőket mutatnak. Továbbá ilyen borsóhüvelyeket oszcillátorként alkalmazva bizonyos elméleti számítások ellenőrizhetőek.
Egy nanocső elméletben tórusszá hajlítható, ha a cső két nyílt végét összeillesztjük. Bár ezt a gyakorlatban még nem sikerült igazolni, elméleti számítások szerint egy ilyen szerkezet különleges mágneses tulajdonságokkal bírhat, mely jellemzők a tórusz és maga a cső átmérőjének megválasztással hangolhatóak.
A grafénezett szén nanocsöveket úgy lehet elképzelni, hogy a csőfalról, mint levelek, ágaznak le kisebb-nagyobb grafénlemezek. Ezen szerkezetek nagy felület-térfogat arányuknak köszönhetően nyerhetnek majd alkalmazást például szuperkondenzátorokban.

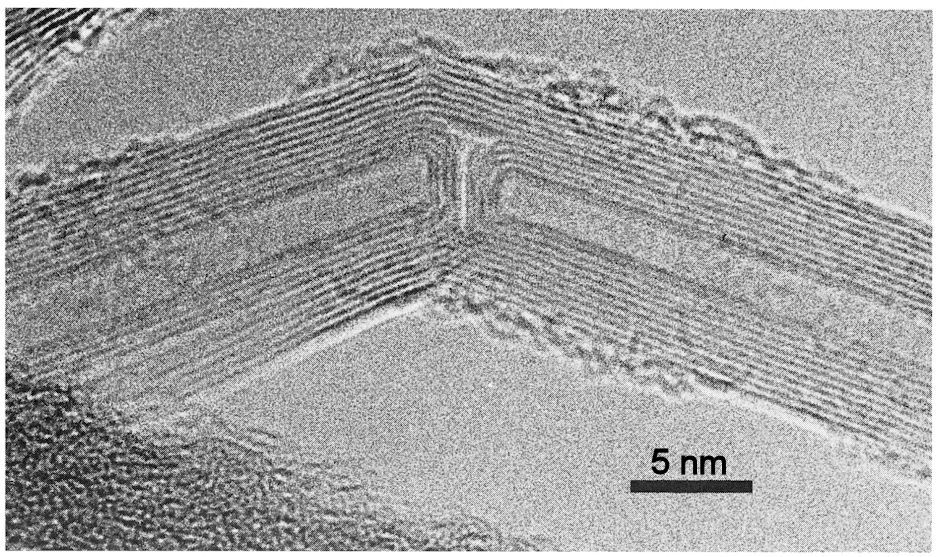
Két többfalú nanocső egy lehetséges kapcsolatának TEM-képe
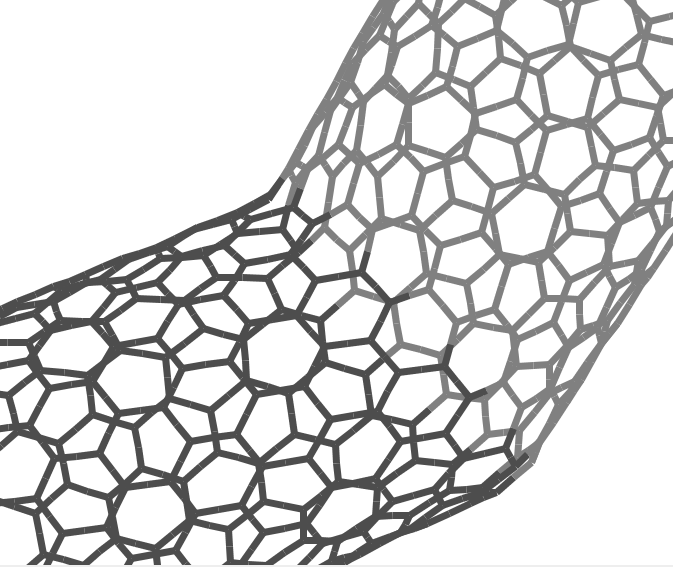
Egy ferde csőkapcsolat szimulált kötésrelaxációja
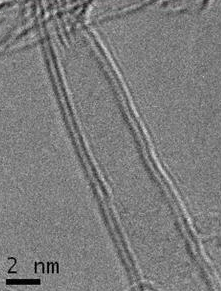
Kétfalú szén nanocső TEM-képe
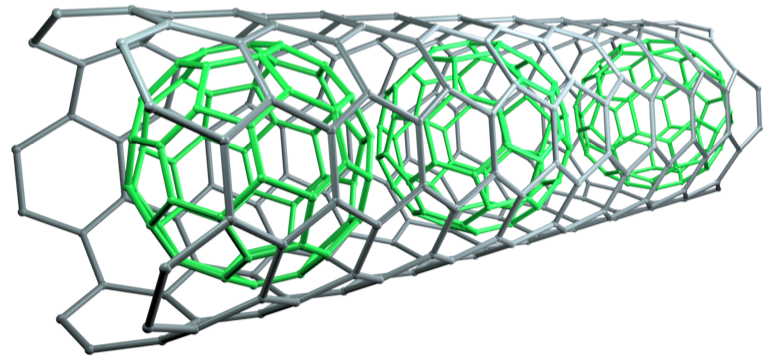
A szén borsóhüvely elméleti felépítése
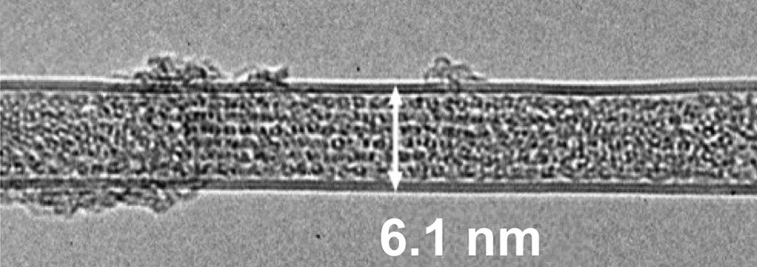
Kétfalú csőben levő fullerének sokasága egy TEM-képen
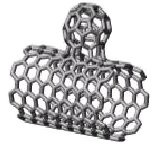
A szén nanorügy egy lehetséges szerkezete
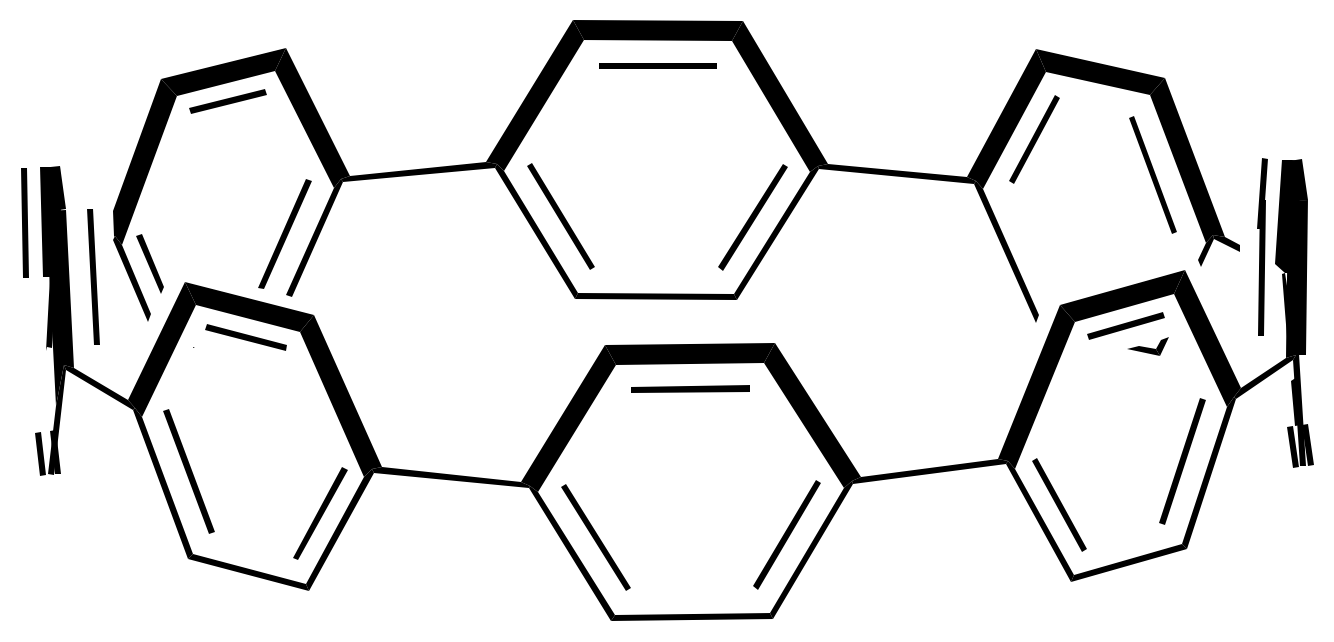
A lehető legrövidebb szén nanocső a cikloparafenilén molekula
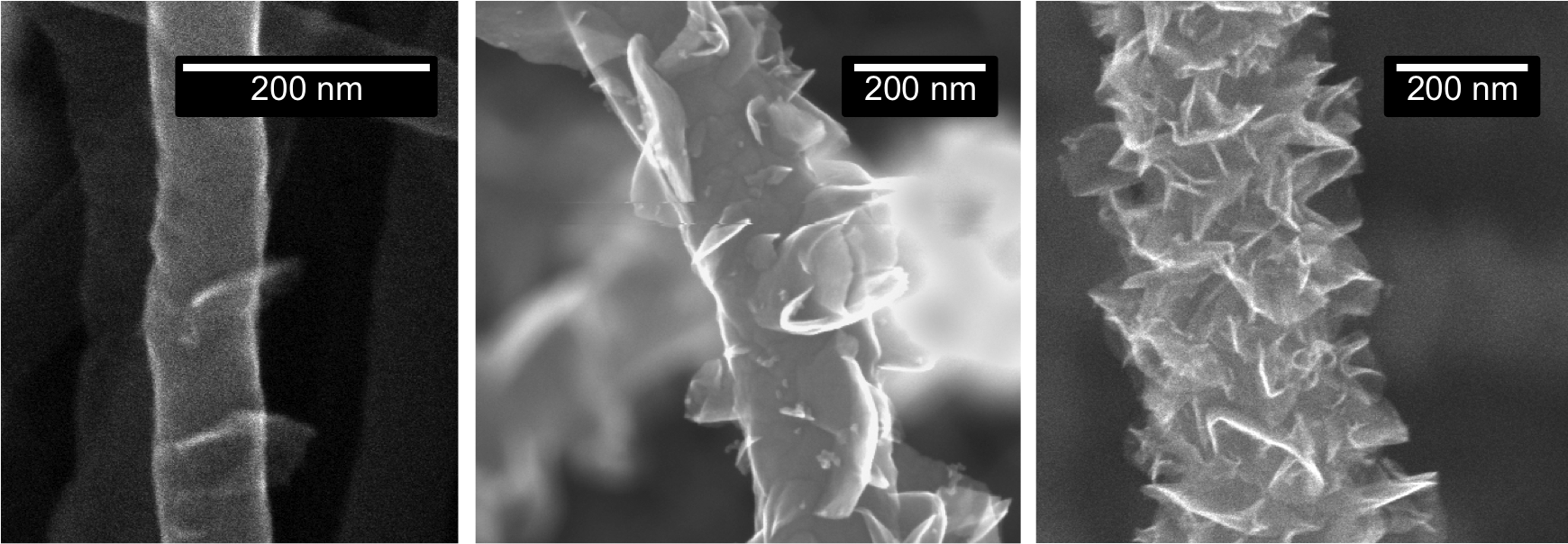
Különböző mértékben grafénezett szén nanocsövek

## Fizikai tulajdonságai
A szén nanocsövek nanoszerkezetű anyagok, így fizikai jellemzőik kialakításában a szén halmaztulajdonságain kívül fontos szerepet játszanak a szerkezeti jellemzők is. Az ideális nanocső falát hatszöges kristályrácsú, hajlott grafén alkotja. A cső tengelyének és az azt alkotó rács bázisvektorainak egymáshoz képesti viszonya alapján a nanocső szerkezete megadható {\displaystyle (n,m)} indexekkel. 

A csőfal-orientáció és az indexek kapcsolata

Az indexek egy adott nanocső esetén az ábrán látható módon határozhatók meg. Ha az eredeti grafén rácsához képest a cső hossztengelye {\displaystyle T} irányú, akkor a rá merőleges, a cső falán éppen körbeérő {\displaystyle C_{h}} vektor a grafén eredeti rácsában az alábbiak szerint adható meg:
{\displaystyle C_{h}=n{\vec {a}}_{1}+m{\vec {a}}_{2}}.
Ez a vektor a nanocső úgynevezett királis vektora, más néven Hamada-vektora, melyet a fentiek szerint úgy választunk meg, hogy a hatszögrács rácspontjából rácspontjába mutasson, mert így maga is rácsvektor lesz, azaz egész indexekkel kifejezhető. Másrészt így bizonyos, hogy a cső záródása kötéshelyes lesz.
Ha ismerjük a nanocső indexeit, akkor a cső vastagsága is meghatározható, ugyanis a királis vektor hossza épp a cső kerületével egyezik meg. Egy {\displaystyle (n,m)} indexekkel jellemzett nanocső esetén az átmérő tehát kifejezhető az indexekkel:
{\displaystyle d={\frac {a}{\pi }}{\sqrt {(n^{2}+nm+m^{2})}}\approx 0,078\cdot {\sqrt {((n+m)^{2}-nm)}}{\rm {\quad [nm]}}},
ahol a = 0,246 nm a jellemző másodszomszéd-távolság a grafén hatszögrácsában.
A csőfal orientációja alapján három alapesetet különböztetnek meg:
- Karosszék-nanocső: ha a királis vektor a hatszögrács valamely kötésének irányával párhuzamos, akkor a cső egy merőleges keresztmetszetén úgynevezett karosszékperem alakul ki. Ekkor magát a csövet is karosszék-típusúnak nevezik. Az ilyen cső két indexe megegyezik, azaz {\displaystyle (n,n)} alakú.
- Cikkcakk-nanocső: ha a királis vektor a hatszögrácson valamely másodszomszédokat összekötő szakasszal párhuzamos, akkor a cső egy merőleges keresztmetszetén cikkcakkperem alakul ki. Ekkor magát a csövet is cikkcakk-típusúnak nevezik. Az ilyen cső királis vektorának valamely bázisvektor irányába eső komponense nulla, ezért indexe {\displaystyle (n,0)} alakú.
- Királis nanocső: ha a királis vektor és a hatszögrács viszonya egyik fenti speciális esetbe sem esik, a nanocsövet általánosan királisnak nevezik.[39]

A nanocső-szerkezetek három alaptípusa
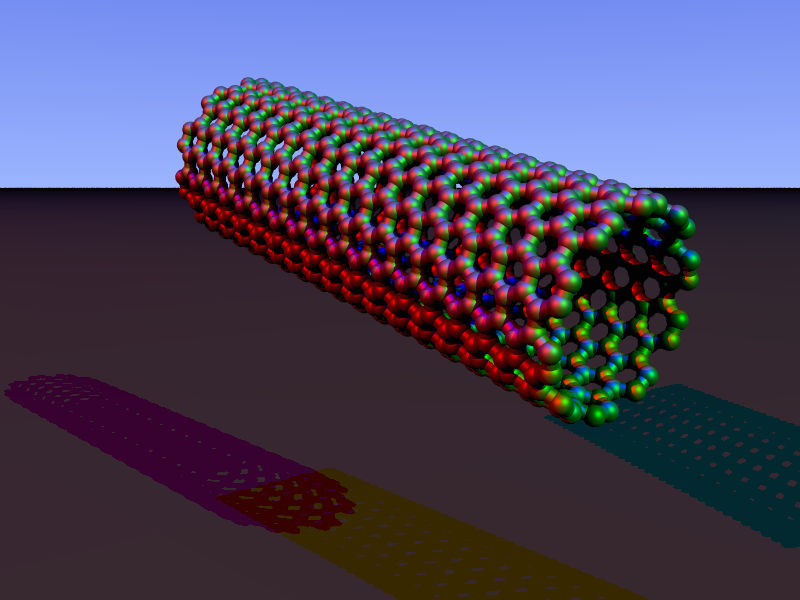
Karosszék-nanocső
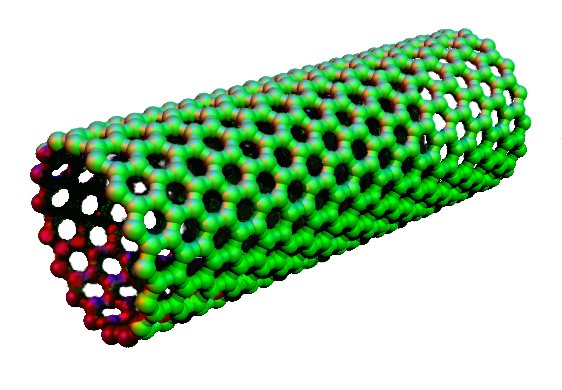
Cikkcakk-nanocső
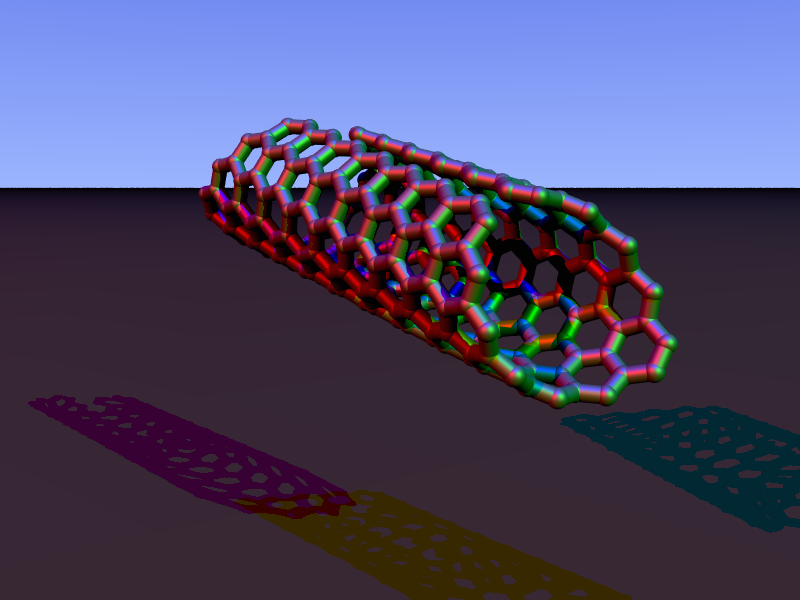
Királis nanocső
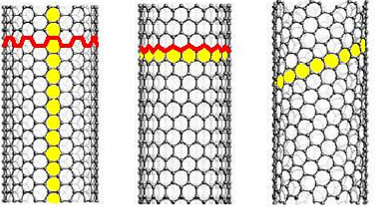
A három alaptípus összehasonlítása

### Mechanikai tulajdonságok
A szén nanocsövek falát alkotó hatszöges rácsban a szénatomok három elsőszomszéddal kötnek síkbeli kovalens kötést. Ez a grafénhoz hasonlóan úgy történik, hogy a szén kötő elektronjai sp2-hibridizált atompályákat képeznek. Ezen kötések viszonylagos erőssége és a szerkezet sajátosságai miatt az elméleti számítások extrém mechanikai jellemzőket jósolnak. Az eddigi megfigyelések ezzel összhangban azt mutatják, hogy a szén nanocsövek a legnagyobb szakítószilárdságú anyagok, melyek Young-modulusa is kiemelkedik a többi anyagé közül.
| Material                          | Young-modulus (TPa) | Szakítószilárdság (GPa) | Max. megnyúlás (%) |
| --------------------------------- | ------------------- | ----------------------- | ------------------ |
| Egyfalú szén nanocső              | ≈1 (1-től 5-ig)     | 13–53                   | 16                 |
| Karosszék szerkezetű szén nanocső | 0,94                | 126,2                   | 23,1               |
| Cikkcakk szerkezetű szén nanocső  | 0,94                | 94,5                    | 15,6–17,5          |
| Királis szén nanocső              | 0,92                |                         |                    |
| Többfalú szén nanocső             | 0,2–0,8–0,95        | 11–63–150               |                    |
| rozsdamentes acél                 | 0,186–0,214         | 0,38–1,55               | 15–50              |
| Kevlár–29&149                     | 0,06–0,18           | 3,6–3,8                 | ≈2                 |
| 1. 2.                             |                     |                         |                    |

Egy 2000-ben, többfalú nanocsöveken végzett vizsgálat szerint a szakítószilárdságuk elérheti a 63 GPa-t. Egy 2008-as cikkben Peng és szerzőtársai 100 GPa szakítószilárdságú egyedi nanocsövekről számoltak be, mely nagyságrendjében egybeesik az atomi potenciálokat figyelembe vevő elméleti számításokkal. Összehasonlításképpen, ez 100-szorosan meghaladja egy tipikus rozsdamentes acél szakítószilárdságát, azaz például egy mérnöki alkalmazásban egy adott keresztmetszetű acél szerkezeti elem vagy alkatrész század akkora megengedett mechanikai feszültségeket visel el, mint egy azonos keresztmetszetű, nanocsövekből álló szerkezet, mely mindemellett még jelentősen könnyebb is lehetne. Többek között ezek a motivációi az ilyen, szén nanoszerkezeteken alapuló szerkezeti anyagok intenzív kutatásának.
A nanocsövek szerkezeti anyagként való hasznosítását azonban több tényező nehezíti. Bár az egyedi nanocsövek igen nagy szakítószilárdságúak, de a több nanocsőből álló szerkezetekben a nanocsövek közti kölcsönhatás jóval gyengébb, mint maguk a csőfalak. Emiatt a kötegbe állt csövek egymáson elcsúszhatnak, illetve a többfalú csövek tengelyirányban teleszkopikus módon szétcsúszhatnak. Mindez a kiváló elméleti mechanikai jellemzők leromlásához vezet a gyakorlati, makroszkopikus esetekben, a mérhető szakítószilárdság például akár az elméleti érték századára eshet. A problémára igen sok megoldási javaslat született, például Filleter és szerzőtársai szerint a csőkötegek közt kialakított kovalens keresztkapcsolatokkal az anyag térhálósítható, mellyel viszonylagosan jól kihasználhatóak a nanocsövek mikroszkopikus jellemzői. Ezzel a módszerrel többfalú szén nanocsövek esetén 60 GPa, kétfalú csövekből álló csőkötegek esetén pedig 17 GPa szakítószilárdságú makroszkopikus anyag volt elérhető.
Megemlítendő, hogy a szén nanocsövek csak húzófeszültség esetén mutatnak extrém szilárdságot. Üreges szerkezetük, illetve hosszukhoz képesti kis keresztmetszetük miatt csavaró, nyomó, hajlító vagy nyíró igénybevétel esetén könnyen kihajlanak, esetleg eltörnek. A nanocsövek sugárirányban közel sem olyan merevek, mint tengelyirányban. Transzmissziós elektronmikroszkóppal végzett megfigyelések arra utalnak, hogy a csőfalat sugárirányban akár van der Waals-erőkkel is érdemben deformálni lehet. Nanoindenter illetve AFM segítségével végzett kísérletekben a csőfal rugalmasságát számszerűen is megvizsgálták.

### Elektromos és optikai tulajdonságok

#### Vezetési jelleg

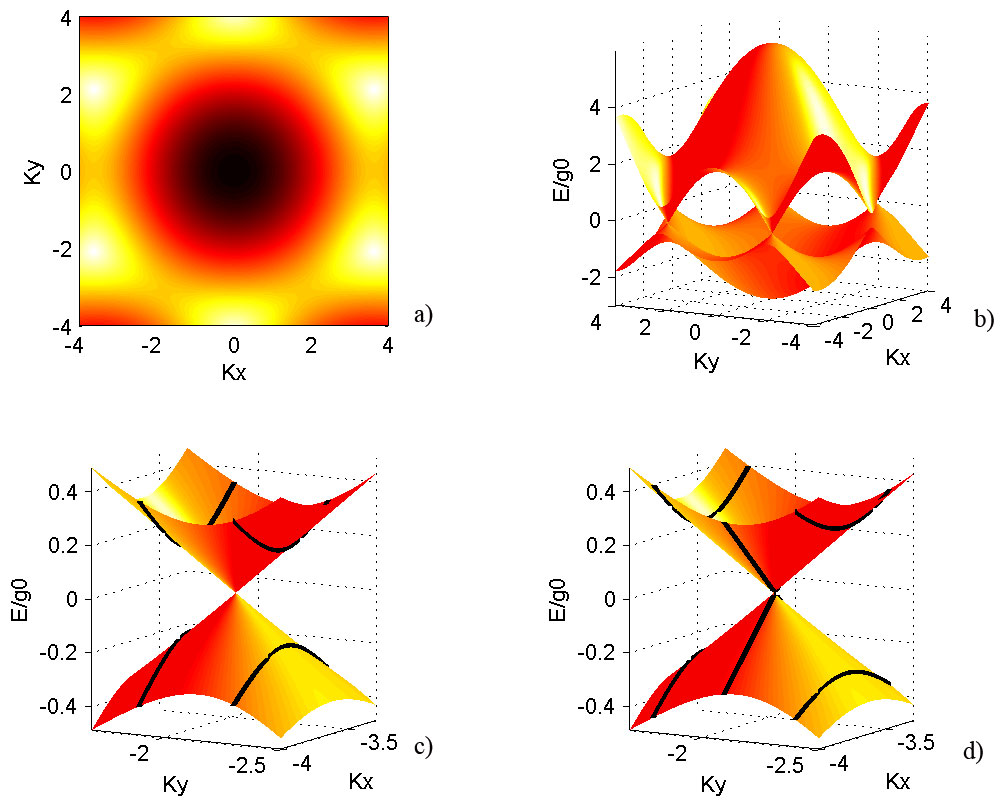
A szén nanocső diszperziós relációja, ha a csőfal görbültségétől eltekintünk (a, b), illetve a félvezető (c) és a fémes jelleg (d) grafikus magyarázata.
Ha a csőfal görbületét is figyelembe vennénk, ennek hatására az összeérő vezetési és vegyértéksáv degenerált pontja felhasad, így a fenti kép némileg módosulna

A szén nanocsövek szerkezetüktől függően lehetnek félvezető vagy fémes jellegűek. A szerkezet és a vezetési jelleg közötti összefüggés magyarázatához a csőfal elektromos energia-sávszerkezetének megismerése szükséges.
A kvázi-egydimenziós nanocsövekben az elektronok számára a tér egy irányában delokalizáció (szabad elmozdulás), másik két irányban kvantumbezárás érvényesül. Keresztirányban a cső méretei összemérhetők a sávelektronok hullámhosszával, így az elektronok számára ezekben az irányokban éles potenciálgátak jelentik a peremfeltételt (valójában ennél helyesebb Born–Kármán-féle pediodikus határfeltétellel számolni). Ezzel szemben tengelyirányban a cső hossza jóval nagyobb a sávelektronok jellemző hullámhosszánál, így ez irányban az elektronok terjedni képesek. A nanocsövek vezetési jellegét alapvetően az határozza meg, hogy a csőtengely irányában delokalizált elektronok számára rendelkezésre áll-e olyan hullámszámú állapot, melyen a tiltott sáv szélessége nulla. Ez esetben ugyanis az ennek a feltételnek megfelelő hullámszámú elektronokra nézve a sávszerkezet fémes jellegű lesz.
Ezen állítás egyszerűen szemléltethető a jobb oldali ábrával. Az ábrán a csőfal sávelektronjainak diszperziós relációja látható. A Brillouin-zóna {\textstyle \Gamma } és {\textstyle M} hullámszámú pontjainál tiltott sáv van, míg a {\textstyle K} hullámszámú pontjánál a vezetési és a vegyértéksáv összeér. Ha a csőfal hatszögrácsa úgy viszonyul a tengely irányához, hogy a hossztengely mentén haladó elektron számára megengedett legyen a {\textstyle K} hullámszámú állapot, akkor a nanocső első közelítésben félfémes vezető, egyébként félvezető lesz.
A fenti feltétel teljesül minden olyan nanocsőre, melynél az {\displaystyle (n,m)} indexekre igaz az, hogy
{\displaystyle |(m-n)/3|=j}, ahol {\displaystyle j=0,1,2,...}
Mivel a karosszék-nanocsövek indexei {\displaystyle (n,n)} alakban adhatók meg, melyre a fenti feltétel bármilyen {\displaystyle n} esetén teljesül, ezért a karosszék-nanocsövek mindig vezetők. Az {\displaystyle (n,0)} indexű cikkcakk-nanocsövek esetén ez csak 3-mal osztható {\displaystyle n}-ekre teljesül. Általános esetben elmondható, hogy a feltétel alapján minden harmadik nanocső-szerkezet fémes, a többi pedig félvezető jelleget eredményez.
A fenti, valójában csak fel nem tekert nanoszalagra érvényes kijelentések pontosításához ezen felül figyelembe kell venni, hogy a csőfal hajlott alakú. A görbületet figyelembe vevő egyszerű modell a zónahajtogatási modell, mely jellemzően 1-1,5 nm-es átmérőjű csövekre általában jó közelítésű leírást ad. A modell értelmében a hajlottság miatt a {\displaystyle \sigma ^{*}} és {\displaystyle \pi ^{*}} lazítópályák kissé hibridizálódnak. Emiatt a {\textstyle K} hullámszámú degenerált pontban a vezetési és vegyértéksáv energiája felhasad, azaz kis tiltott sáv, és enyhe félvezető jelleg jelentkezik.
Összességében tehát elmondható az egyfalú nanocsövekről, hogy:
- Az {\displaystyle (n,n)} nanocsövek fémes vezetők,
- az {\displaystyle (n,n\pm 3j)} nanocsövek igen kis tiltott sávval rendelkező félvezetők, majdhogynem félfémesek,
- egyéb nanocsövek pedig nagy tiltott sávval rendelkező félvezetők.

Ezen felül kisebb átmérőjű nanocsöveknél további korrekciók szükségesek, ugyanis a csőfal görbületi sugarának csökkenésével a csőfal elektronszerkezete egyre jobban eltér a neki megfelelő kihajlított nanoszalagétól. Például az {\displaystyle (5,0)} nanocsőnek félvezetőnek kellene lennie, azonban a kísérletekben fémesnek mutatkozik, mely a kis görbületi sugara miatti újabb korrekcióval magyarázható.

#### Transzportjellemzők
A szén nanocsövek falát alkotó szénatomok négy vegyértékelektronja közül három a csőfal kovalens kötéseiben vesz részt, a negyedik pedig a cső belseje és külseje felé kiálló p-pályán helyezkedik el. Ezek a pályák a csőfal mindkét oldalán részben átfednek, a létrejövő {\displaystyle \pi }-molekulapályákon az elektronok a csőfal hosszán delokalizáltak. Ha egymáson fekvő szén nanocsövek között folyik az áram, a csövek között az elektronok alagúteffektussal haladnak át.
A nanocsövek kvázi-egydimenziós szerkezetének következménye, hogy az elektronok haladása diszkrét vezetési csatornákon, diszkrét energiákon történik. Bizonyos feltételek mellett a szén nanocsöveken ballisztikus transzport is létrejöhet, ami azt jelenti, hogy az elektronok a cső hosszán szóródásmentesen haladnak, és mivel nincs disszipáció és nem keletkezik Joule-hő, az áram energia betáplálása nélkül is fennmarad. Ilyen esetekben a vezetőképesség leírására a két végpontot összekötő n darab vezetési csatornára alkalmazott Landauer-formalizmus használható:
{\displaystyle G(\mu )=G_{0}\sum _{n}T_{n}(\mu )},
ahol {\displaystyle G_{0}=e^{2}/(\pi \hbar )\approx 7,75\times 10^{-5}\Omega ^{-1}} a vezetőképesség kvantuma, n darab vezetési csatorna lehetséges, melyek transzmissziós valószínűsége {\displaystyle T_{n}}.
A valós esetekben a ballisztikus vezetés kialakulását azonban több tényező is nehezíti, például a hibahelyeken, csőfal-deformációkon az elektronok szóródnak, azaz a gyakorlati esetekben végső soron a vezetés gyakran diffúz jelleget ölt.

#### Optikai átmenetek
Az elektronok állapotsűrűsége nagyban függ a vezetési jellegtől. A fémes esetekben nincs tiltott sáv, félvezető esetben viszont van. Mivel kvázi-egydimenziós anyagról van szó, az állapotsűrűségben a sávéleken megjelennek a van Hove-szingularitások. Ezeknek köszönhetően a sávélek közelében igen nagy az állapotsűrűség, így ezek között karakteres (~10 meV szélességű) optikai átmenetek tapasztalhatók.

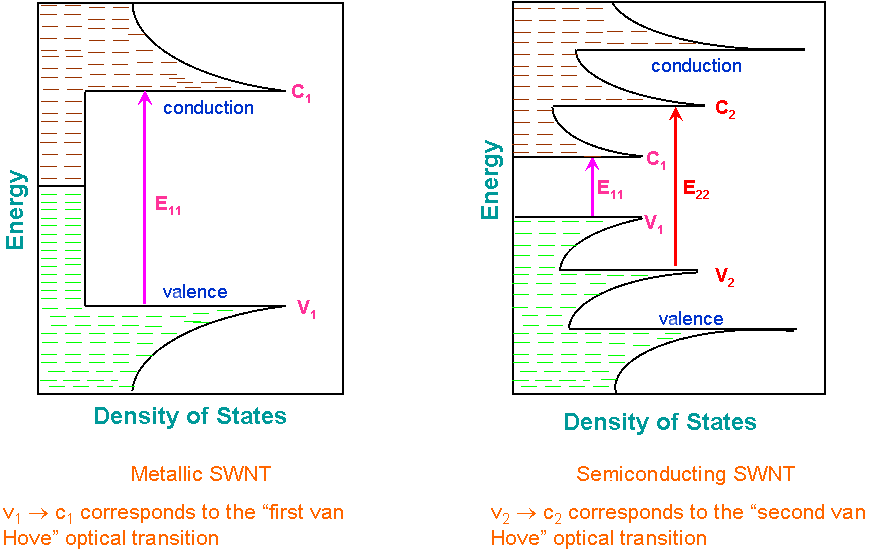
Vezető és félvezető nanocsövek elektron-állapotsűrűsége

A szén nanocsövek optikai jellemzését többek között az alábbi jellemzők szabják meg:
- Az ábrán v1 − c1, v2 − c2 stb. betűkkel jelölt optikai átmenetek jele szokásosan E11, E22 stb. Ezek megengedett átmenetek.
- Keverékmintákban, ha félvezető és fémes nanocsövek is jelen vannak, ezek átmeneteit rendre S illetve M betűjellel különböztetik meg arra utalva, hogy az átmenet félvezető vagy fémes nanocsőről származik-e.
- A c1 − v2, c2 − v1 közöttiek tiltott dipólátmenetek, bekövetkezési valószínűségük kicsi, így a spektrumbeli vonalaik igen gyengék.[49]
- A szingularitások közti átmenetek karakterisztikus energiája a csőfal szerkezetétől függ, így az átmenet spektroszkópiai vizsgálatával a szerkezetről információ nyerhető. Fordítva is: ha a szerkezetet változtatjuk, az optikai jellemzők hangolhatók.[50]
- Mivel az átmenetek kellőképpen élesek, ezért lehetőség van a nanocsövek szelektív gerjesztésére. Ez azt jelenti, hogy adott gerjesztő hullámhosszal kiválaszthatunk egy karakterisztikus átmenetet, mely egy adott {\displaystyle (n,m)} indexű szén nanocső egy adott átmenetéhez tartozik, így biztosíthatjuk azt, hogy az optikai válasz is csak az ilyen nanocsövektől fog érkezni akár egy keverékmintában is.

Az alkalmazásokkal kapcsolatos mérnöki fejlesztések fontos eszközei az optikai vizsgálatok. Ezek segítségével meg lehet mondani, hogy a gyártás során milyen nanocsövek keletkeztek, ezek szerkezete és homogenitása megfelel-e az alkalmazások feltételeinek. Többek között megállapítható, hogy a gyártott anyagban mennyi a valóban csőszerű szénképződmény hányada, milyen a jellemző kiralitás, illetve a keletkezett nanocsöveken milyen hibahelyek száma és eloszlása.
A fenti átmenetek gerjesztésével magyarázhatóak a szén nanocsövek fluoreszcencia- illetve fotolumineszcencia-jelenségei. A gerjesztő fény a szén nanocsövön elnyelődve elektron-lyuk párt, azaz excitont kelt. A rekombináció folyamatának egy tipikus példája, amikor egy S22-gerjesztés után mind az elektron, mind az elektronlyuk hamar legerjesztődik, előbbi c2→c1, utóbbi v2→v1 átmenettel, melyek jellemzően fonongerjesztéssel járnak. Ezt követően az elektron és a lyuk c1→v1 sugárzásos elektronátmenet során, viszonylag gyorsan rekombinálódik (karakterisztikus élettartama mindössze 100 ps körüli). Ez utóbbi az a foton, amit a fotolumineszcencia-mérésben detektálnak, melynek hullámhossza jellemzően 0,8–2,1 µm. Az átmenet energiája szerkezetfüggő, a detektált foton szerkezeti információkat ad a vizsgált nanocsövekről. A nanocsövek kvázi-egydimenziós alakja miatt a kibocsátott fény a hossztengely irányában polarizált. Ha tehát mérjük a fluoreszcens fény polarizációs irányát, képet kaphatunk a nanocsövek átlagos fizikai orientációjáról is.

A szén nanocsövek spektrális jellemzői
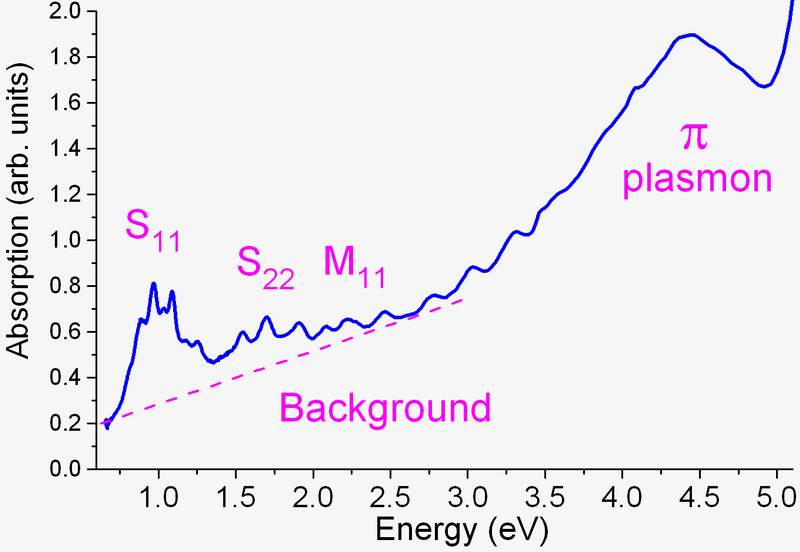
Egy diszpergált szén nanocső minta jellemző abszorpciós spektruma. A spektrum éles csúcsai a van Hove-szinguláris sávélek közti éles átmenetek következménye
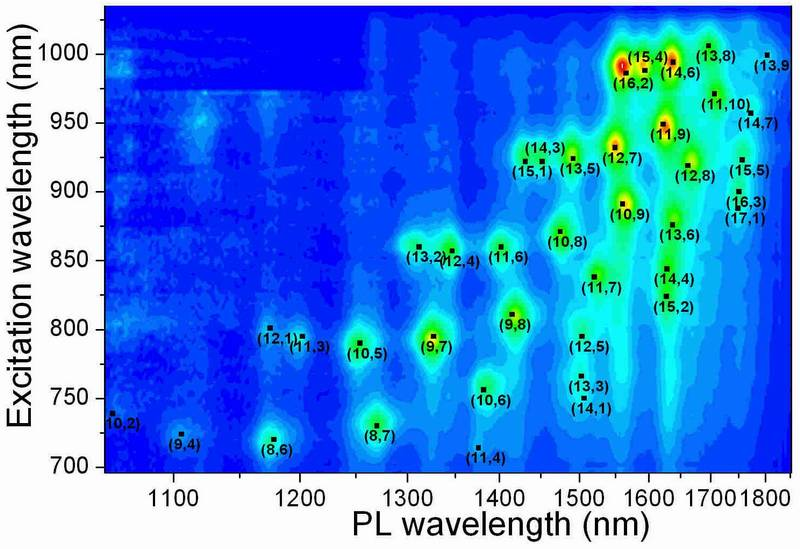
Szén nanocsövek fotolumineszcencia-jelenségei. Az ábra a gerjesztő fény hullámhossza és a legerjesztődés következtében kibocsátott fény hullámhossza közötti összefüggéseket mutatja
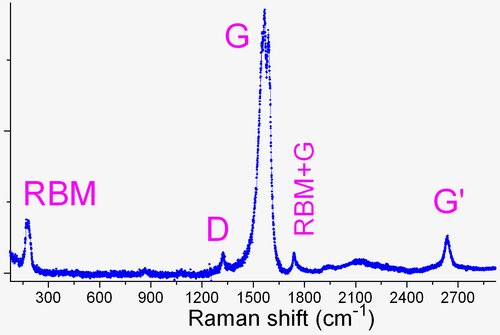
Egyfalú szén nanocső Raman-spektruma. A jelölt módusok közül kiemelendő az RBM (sugárirányú lélegző módus) és a G-módus szerepe
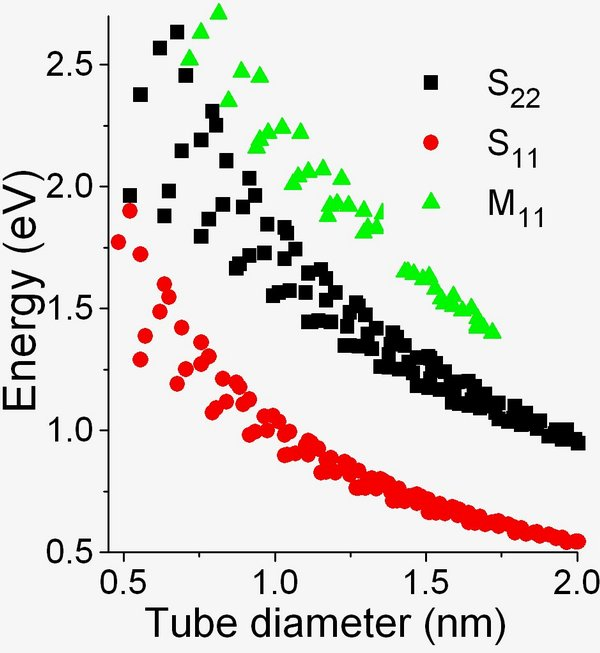
Kataura-ábra, mely bizonyos energiaátmenetek szerkezetfüggését mutatja

#### Raman-spektrum
A szén nanocsövek infravörös spektroszkópiai vizsgálata problémás a csövek nagy abszorpciója miatt. Mivel azonban a Raman-spektroszkópia jó térbeli felbontást és jó érzékenységet biztosít, elterjedten használják szén nanocső minták összetételének azonosítására. A szórás egyfalú nanocsövek esetén a van Hove-szingularitások miatt rezonáns, így csak azok a nanocsövek vesznek részt a szórásban, melyek valamely energiaátmenete éppen megfelel a gerjesztő lézer fotonenergiájának. A Raman-módusok közül fontosak az alábbiak:
- RBM-módus (radial breathing mode, azaz sugárirányú lélegző módus): a nanocső fala sugárirányban periodikusan összehúzódik-kitágul a gerjesztés hatására, azaz az atomok szinte kizárólag sugárirányban, azonos fázisban mozognak. Ennek frekvenciája fordítottan arányos a csőátmérővel, így ezen csúcs Raman-eltolódásából a cső méretére lehet következtetni. Az RBM-módus nanocsövekre jellemző, nincs analógja a grafénnél, ugyanis végtelen sugarú határesetben ez a módus a grafénsíkra merőleges transzlációba megy át.[57]
- G-módus (grafit-módus): ez a módus a grafénsíkokkal való rokonság eredménye: a csőfal atomjai a fal síkjában hasonlóan vibrálnak, mint ahogy az egy grafén G-módusánál látható, bár ahhoz képest a csőfal hajlottsága miatt eltérések tapasztalhatók: a csúcs kissé alacsonyabb frekvenciák felé tolódik, és több kis csúcsra hasad fel. A felhasadás mértéke fémes nanocsöveken szembetűnőbb a nagyobb elektron-fonon csatolás miatt.[58] A csúcs szerkezetéből a csőfal szerkezetére és vezetési jellegére lehet következtetni.
- D-módus: a csőfal hibáival kapcsolatos, így a G-módus csúcsához mért aránya a csőfal hibamentességének mértékeként alkalmazható.

### Hőtani tulajdonságok
A szén nanocsövek hőtani jellemzőit is alapvetően befolyásolja a szerkezetük. A tengely irányában hővezetésük kiváló, ami a bennük akár szobahőmérsékleten is létrejövő ballisztikus transzportnak köszönhető. Pop és szerzőtársai közleményében 3500 W/mK hővezetésű egyfalú nanocsövekről számolt be, mely nagyjából tízszeresen haladja meg a réz hővezetési tényezőjét. Ezzel szemben sugárirányban igen rossz a nanocsövek hővezetése, ennek nagyságrendje mindössze 1 W/mK körüli. Hőmérsékleti stabilitásuk igen jó, vákuumban kb. 2800 °C-ig, míg levegőn kb. 750 °C-ig stabilak. A szerkezeti hibák a fenti ideális jellemzőket nagymértékben rontják, ugyanis egy-egy hibahely fononszóráshoz vezet, azaz lecsökken a fononok szabad úthossza, ami a makroszkopikus hővezetés romlását eredményezi.

## Kémiai tulajdonságai

### Oldhatóság
A szén nanocsövek nem oldódnak vízben, de kötegekbe, csomókba állva vízzel diszperz heterogén rendszert alkothatnak. Az egyfalú szén nanocsövek a CVD-vel történő gyártásuk után gyakran kötegekbe rendeződnek. Különféle oldószerekben való eloszlatásukhoz felületaktív anyagokat szoktak használni, melyek a csőfalakhoz csatlakozva taszítóerőt keltenek a kötegbeli csövek között, így azok szétválnak. A nanocsövek részleges szétoszlatása ultrahangos rázással is lehetséges. A többfalú nanocsövek kevésbé hajlamosak kötegekbe rendeződni, így azok egyedi csövekké való szétválasztása nem ennyire körülményes feladat.

### Funkcionalizálás
A hibamentes szén nanocsövek fala kevéssé reakcióképes, így annak egyes felhasználáshoz kémiai oldalláncokkal (funkciós csoportokkal) való ellátása szükséges. A nanocső funkcionalizálása során a pusztán szénatomokból álló csőfalhoz kémiai úton oldalláncot kötnek. Ez többféleképpen történhet: lehetséges a csőfal hibahelyeinél levő lógó kötésekkel való kovalens kötés vagy a csőfal síkjából erősen kilógó kötő {\displaystyle \pi }-pályákkal való van der Waals-kötés kialakítása. Tehát a funkciós csoportokat elsőrendű vagy másodrendű kötőerők tartják a nanocső falán.
A nanocsövek kovalens funkciós csoportokkal való ellátásának tipikus módszere, hogy a nanocső mintát erős oxidálószerrel, illetve szervetlen savval kezelik, melynek hatására a csőfalon lógó kötések keletkeznek. Ez a lépés gyakran sok hibahelyet, a csőfalak torzulását, törését eredményezi, így a folyamat nagyfokú kontrollálása szükséges. Ezt követően a nanocső diszperziót kapcsolatba hozzák azzal az anyaggal, melyből a funkciós csoportok felépülnek. A folyamat olykor az anyag disszociálódását követő nanocsőre kötődésével történik. Elterjedt módszer ezen kívül az elektron- vagy ionnyalábbal való, ionizációt okozó besugárzás, mellyel a nanocső egyes területein célzottan alakíthatók ki a funkciós csoportok csatolásához szükséges lógó kötések. Ezen eljárások során a legvalószínűbb végbemenő folyamat az, hogy a beérkező töltött részecske szénatomot üt ki a rácsból, mely kötések létesítésére alkalmas hibahelyet hagy maga után.
A van der Waals-kötéssel kötődő oldalláncokat leggyakrabban felületaktív anyagok, oligomerek, biomolekulák illetve polimerek alkalmazásával alakítják ki.
A funkcionalizálási eljárás célja sokféle lehet. Segítségükkel befolyásolhatók a szén nanocsövek kémiai jellemzői. Strano és szerzőtársai olyan eljárást dolgoztak ki, ahol funkciós csoportokkal ellátott szén nanocsövek elektromos jellegük szerint szelektíven kezelhetők, illetve bizonyos hatásfokkal szétválogathatók. Különféle funkciós csoportokkal, például polianilin a szén nanocsövek segítségével gázérzékelők alakíthatók ki.

## Előállítása

### Ívkisüléssel

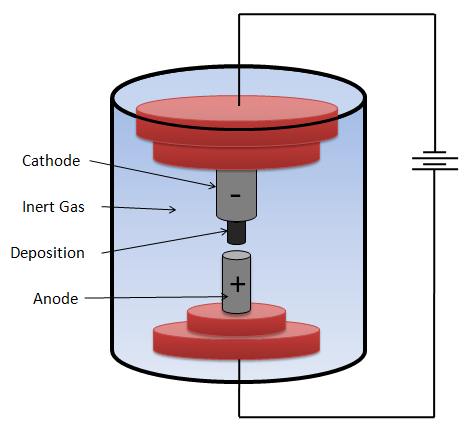
Az ívkisülésen alapuló eljárás elvi vázlata

A nanocsövek 1991-es megfigyelése grafitelektródák között létrejövő ívkisülés által képzett koromban történt, miközben a NEC kutatói fullerének előállításán dolgoztak. Később ugyanitt dolgozták ki a szén nanocsövek hasonló elvű tömeggyártásának egy korai módszerét. Az eljárás lényege az, hogy a negatív elektróda anyaga a kisülés magas hőmérséklete miatt elszublimál, majd rekombinálódás során más szén allotrópok mellett nanocsöveket is képez. A nanocsövek hozama más termékek arányában nagyjából 30 tömeg%-os. A kisülésben egy- és többfalú, aránylag hibamentes nanocsövek képződnek, melyek hossza elérheti az 50 mikrométert is. A kisülés jellemzően igen nagy hőmérsékleten, 1700 °C felett zajlik, ami a többi eljáráshoz képest nagyfokú hibamentességet eredményez.

### Lézeres porlasztással

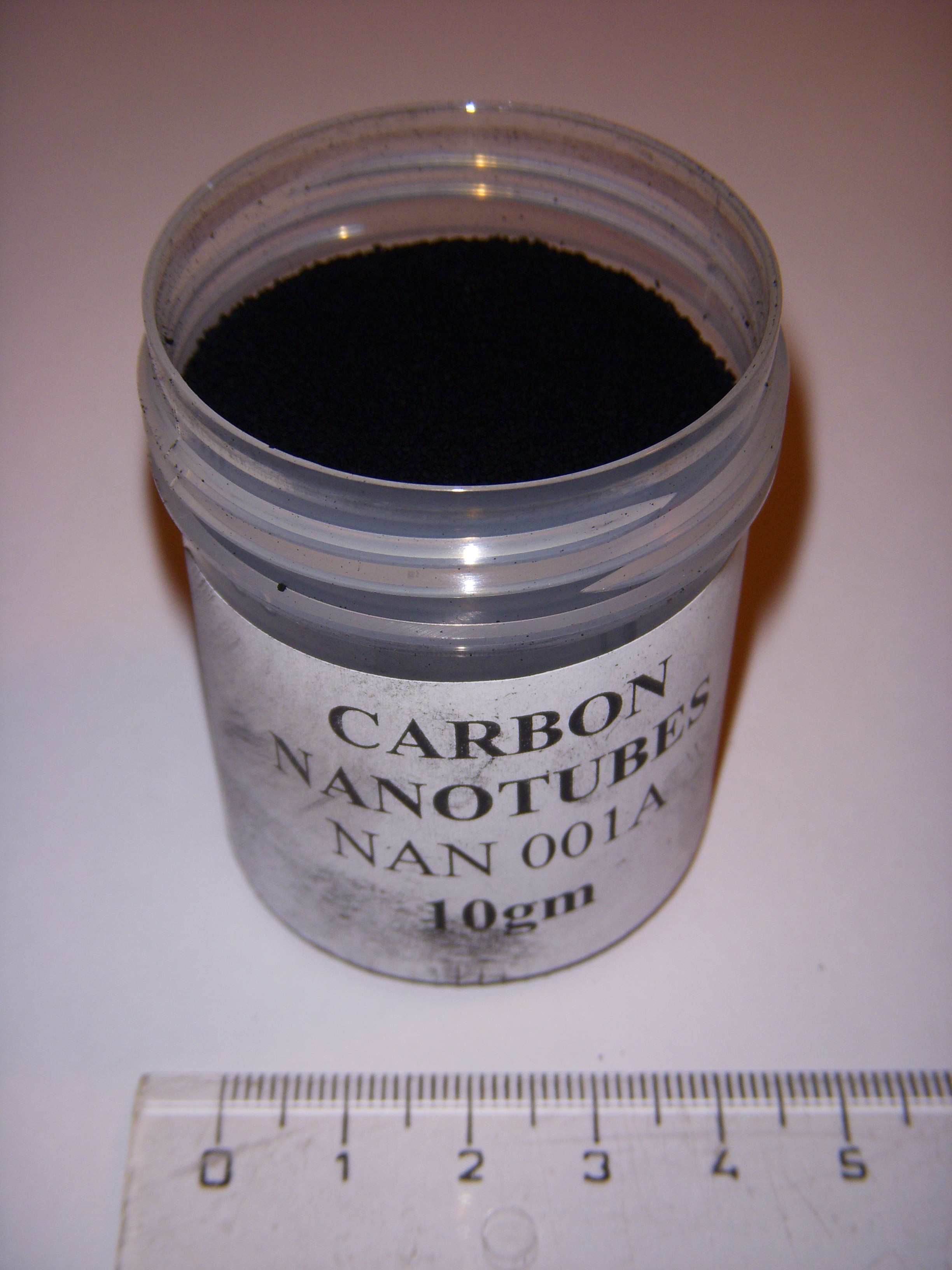
Többfalú szén nanocsövekből álló keverék

A lézerporlasztásos módszer során egy grafitból készült céltárgyra nagy energiájú impulzuslézer-nyalábot vetítenek. A reakció során, mely igen magas hőmérsékleten, inertgáz-környezetben zajlik, a céltárgy szénatomjai kiporlasztódnak, majd a reaktorkamra hidegebb felületein kiválva nanocsöveket képeznek. Az eszközben gyakran kialakítanak vízhűtésű felületet, mely a csőképződés szempontjából preferált lesz. A módszert egy eredetileg fém porlasztására alkalmazott berendezéssel fejlesztették ki a texasi Rice Egyetemen. Később ugyanitt dolgozták ki e módszer fémkatalizátorokkal segített változatát, mely nagyobb hozamot eredményezett.
A keletkező nanocsövek hozama 70% körüli, a csövek jellemzően egyfalúak, átmérőjük bizonyos fokig szabályozható a reakció hőmérsékletének beállításával.

### Termikus plazmával
Egyfalú szén nanocsövek termikus plazma keltésével is előállíthatók. A 2000-ben kifejlesztett módszer lényege, hogy széntartalmú gázból, plazma keltésével jöjjenek létre a nanocsövek. A módszer előnye, hogy a gáz bontása jóval kisebb energia befektetését igényli, mint a grafit porlasztása, továbbá a grafitporlasztásos technikáknál alkalmazott impulzusüzem helyett ez az eljárás folytonosan végrehajtható. A mikrohullámú elektromágneses térrel gerjesztett, légköri nyomású plazmanyalábba argon-etilén-ferrocén gázkeveréket juttatnak. A reakcióban az egyfalú szén nanocsövek mellett egyéb fém és szén nanorészecskék, illetve amorf szén keletkezik.

### Katalitikus gőzfázisú leválasztással

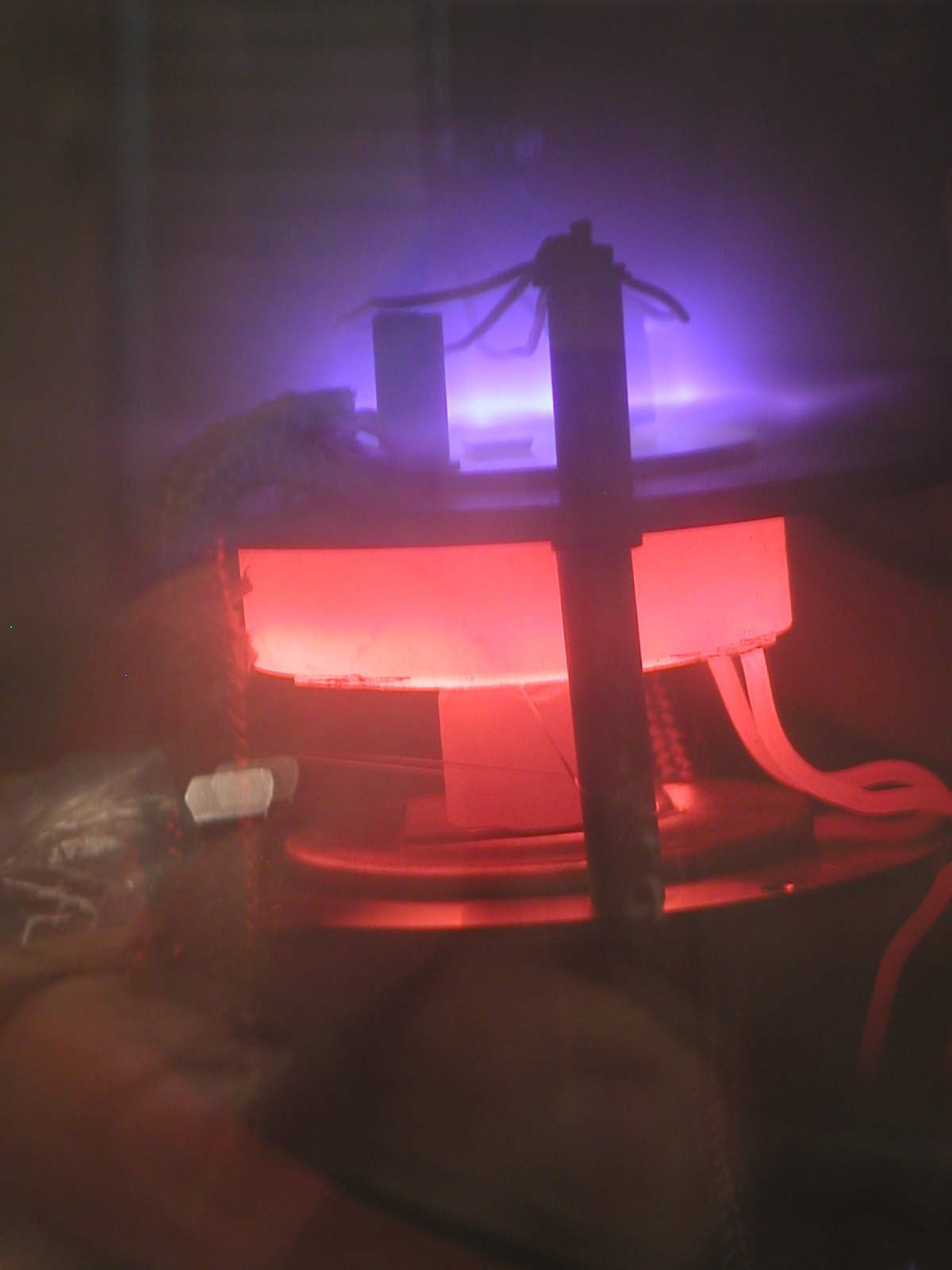
Szén nanocsövek gyártása PECVD-vel

Bár a szén katalitikus gőzfázisú leválasztásának eljárása már 1952-ben ismert volt, szén nanocsövek célzott gyártására csak 1993 után alkalmazták. 2007-ben a Cincinnati Egyetem kutatói ezt továbbfejlesztve 18 mm hosszúságú, irányított nanocsövek gyártására is alkalmas készüléket mutattak be.
A katalitikus gőzfázisú leválasztás (CVD) során egy hordozó felületen fémkatalizátor nanorészecskéket (amely anyaga gyakran nikkel, kobalt vagy vas) helyeznek el, melyek a nanocsövek növekedését segítik majd. A keletkező nanocsövek méreteloszlása és a katalizátorrészecske méreteloszlása összefügg, így mód van a nanocsövek méretének szabályozására. A fém nanorészecskék méretének beállítása történhet maszkolt leválasztással, hőkezeléssel vagy plazmamarással. A hordozó felületét nagyjából 700 °C-ra fűtik.
A reakció úgy zajlik, hogy a reaktorba egy hordozógázt (pl. ammóniát, nitrogént vagy hidrogént) és egy széntartalmú gázt (pl. acetilént, etilént, etanolt vagy metánt) engednek. A hő hatására a széntartalmú gáz disszociál a katalizátorrészecske felületén, majd a szén beépül a keletkező nanocső falába. Egyes reakciókban a katalizátorrészecske végig a hordozó felületén marad, míg más reakciókban a növekvő nanocső csúcsán elhelyezkedve egyre távolabb kerül a hordozótól, közben maga alatt „építi” a nanocsövet.
A folyamat plazmakeltéssel egészíthető ki (ez a plasma-enhanced CVD, azaz PECVD), ekkor a gőzfázisú leválasztás közben a nanocsövek a plazmabeli elektromágneses térerősség irányába növekednek.
A szén nanocsövek legelterjedtebb gyártási módja a CVD valamely fajtája. Ennek oka például a más módszerekhez képesti költséghatékonysága, illetve hogy segítségével például egy adott felületre növeszthetők irányított szén nanocsövek. A katalizátorok helyes elrendezésével a növekvő nanocső-szőnyeg mintázata is beállítható.

### Természetben előforduló szén nanocsövek
Bár a nanocsövek célzott előállítása összetett feladat, más fullerénekkel együtt a természetben is megtalálható, például kormozó lángok égéstermékében. Ezek azonban kontrollálatlan folyamatokban képződnek, igen sok hibahelyet tartalmaznak, így tudományos és technikai alkalmazásuk nem célszerű.

## Alkalmazásai

### Lehetőségek és megvalósult alkalmazások

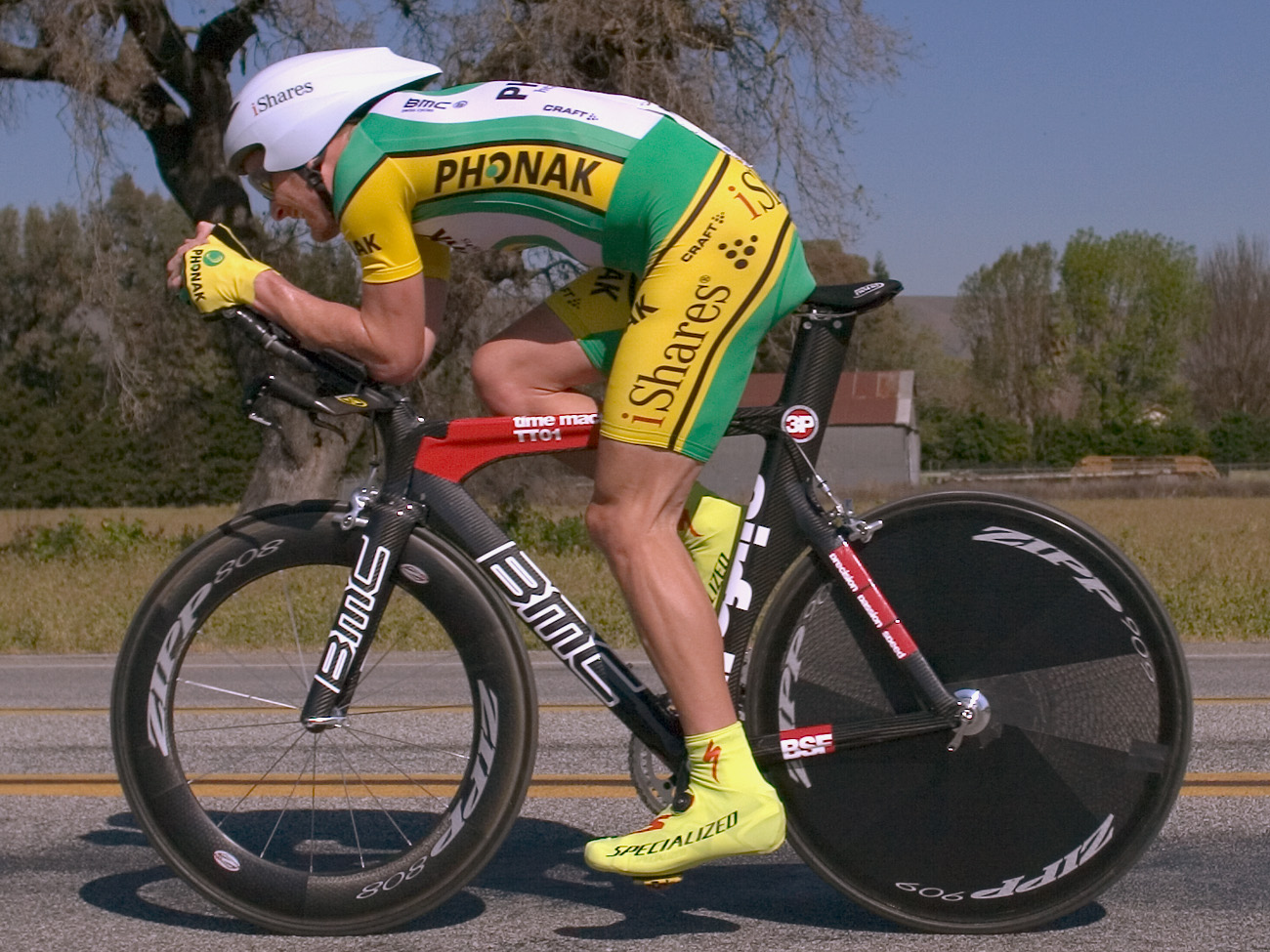
Szén nanocsővel adalékolt kerékpárváz

A szén nanoanyagok alkalmazásainak fejlesztését az hajtja, hogy mérnöki alkalmazásokban váljanak hasznossá kivételes fizikai jellemzőik. A kiváló szakítószilárdságuk és rugalmassági modulusuk melletti kis tömegük miatt szerkezeti anyagokban való alkalmazásuk a cél. Elektromos és optikai jellemzőik a szerkezetüktől nagymértékben függnek, így ha erre a gyártáskor hatást lehet gyakorolni, nanoméretű gépezetekhez juthatunk. Felmerült a nanocsövek alkalmazása a MEMS/NEMS-eszközökben, AFM-mérőtűk hegyének gyártásakor, nanotechnológián alapuló orvoslási módszerekben, illetve egyéb nanoméretű szerkezetek kifejlesztésében.
Szerkezeti anyagokban ma még jellemzően nem nanoméretű, hanem tömbi állapotban jellemző a szén nanoanyagok alkalmazása, azaz például más anyagok adalékaként:
- Az Easton-Bell Sports sportszergyártó és a Zyvex Performance Materials anyagtudományi fejlesztőcég szén nanocső adalékolású kerékpár-alkatrészeket, például vázat, kormányt, kerékvillát, illetve túrabotokat és egyéb sportszereket fejlesztett ki.[88] Ezek előnye a jó szilárdság mellett a szerkezet könnyebb súlya.
- Az Amroy Europe Oy fejlesztőcég Hybtonite nevű terméke egy szén nanocső adalékolású epoxigyanta, mely a gyártó szerint 20–30%-kal erősebb a hozzá hasonló, de adalékolatlan műgyantákhoz képest. Alkalmazásai közt szerepelnek szélturbinák, vízi járművek, sporteszközök.[89]

### Nehézségek

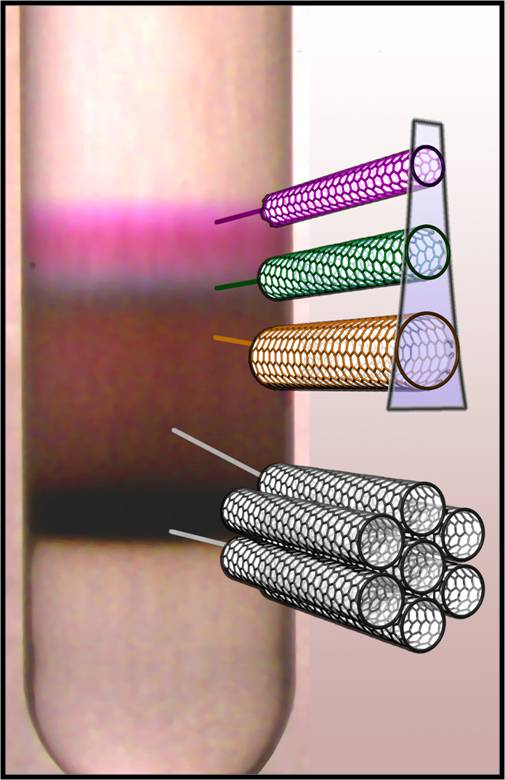
Centrifugálásal a csőtípusok bizonyos fokig elválaszthatók

Az alkalmazásoknak gátat szab a szén nanocsövek előállításának néhány jelenlegi korlátja. Nincs például hatékony módszer arra, hogy azonos csőtípusokat megbízható eljárással gyártsanak. Egyes eljárásokban bizonyos csőtípusok jellemzőbbek, de további kutatásra és mérnöki fejlesztésre van szükség. Az egyfalú szén nanocsövek gyártás után gyakran kötegekbe állnak, így a csövek különféle jellemzői az elektromos alkalmazásokban kiátlagolódnak. Így speciális, szerkezetfüggő optikai és elektromos jelenségeik kihasználására még nincs kielégítő mérnöki megoldás.

### A jövő
Ha a jövőben némely technikai gát átléphetővé válna, a nanocsövekre alapozva igen érdekes eszközök kifejlesztésére lenne lehetőség.

#### Biológiai és orvosi alkalmazások
Folynak kutatások nanocsővel adalékolt, természetben lebomló nanokompozitokkal kapcsolatban, melyeket bizonyos csontokat, porcokat illetve izmokat érintő beavatkozásoknál használnának. Kis tömegszázaléknyi (~0,02%) adalékolásnál is nagy szilárdságnövekedést tapasztaltak a biokompatibilis anyagok esetén. A szén nanocsövek kémiailag kompatibilisek a DNS- és fehérjemolekulákkal. Ezen felül lehetőség van arra, hogy a nanocsöveket biológiai minták fluoreszcens vagy fotoakusztikus anyagvizsgálati módszerekkel való megfigyelésénél alkalmazzák, illetve segítségükkel infravörös besugárzással a biológiai minták lokális melegítése valósítható meg. Az egyfalú szén nanocsövek felületére abszorbeálódó molekulák és biológiai anyagok nagymértékben befolyásolják a csövek elektromos és optikai jellemzőit, így igen jó szelektivitású és érzékenységű szenzorok készítésére lehetnek alkalmasak. A jó szenzorok kialakításához szükség van a szén nanocsövek célzott előállításának, a szerkezet pontosabb befolyásolásának további kutatása. Kutatás zajlik például kémiai szenzorok, bioszenzorok, illetve ezek orvosi, katonai alkalmazásainak kifejlesztésére. Egyes szenzorokat például mikrofluidikai rendszerekben célzott növesztéssel alakítják ki, és kromatográfiai mérésekben alkalmazzák: ezen eszközökben a nanocsövek nagy felület-térfogat aránya miatti jó érzékenységet kívánják kiaknázni.
Az orvosbiológia egyes mérnöki kutatásaiban felmerült, hogy a szén nanocsövek gyógyszerek célba juttatására alkalmazhatók. Ez például úgy képzelhető el, hogy a hatóanyag a csőfalhoz kötődik, vagy a csőfalakon belül helyezkedik el, a nanocső ezzel együtt kerül a sejtbe, majd például közeli infravörös sugárzást alkalmazva a hatóanyag felszabadítható. Ezen alkalmazásoknak azonban korlátot szab, hogy nem ismert még, hogy a hordozó nanocsövek mennyire hajlamosak a szervezetben felhalmozódni, illetve maguk is szövődményeket okozni. Azonban a hatás igen összetett lehet: 2012-ben például egy kutatás rámutatott, hogy a szén nanocsövek segíthetnek a DNS-láncok oxidáció ellenében mutatott ellenállásának javításában is.
Az orvosbiológiai alkalmazások egyik elsődleges célja jelenleg a szén nanocsövek immunválaszainak megértése, és a biokompatibilitás esetleges célzott előidézése. Bár az már ismert, hogy a levegőben szálló nanocsövek tüdőbe kerülve gyulladást okozhatnak, további kutatást és a különféle inkorporációs típusokra vonatkozó határértékek meghatározása szükséges a szén nanocsövek egészségügyi hatásainak megértéséhez.

#### Szerkezeti anyagok, kompozitok
A kiváló mechanikai jellemzőkben rejlő lehetőségeket az alkalmazások széles skálájával igyekeznek kihasználni. A hétköznapi életben is használt tárgyak, például ruházati- és sporteszközök mellett extrém szerkezetekben is felmerült a nanocsövek alkalmazása, például űrlift kialakításánál. Bár a nanocsövek szakítószilárdsága elég nagy, sűrűsége pedig elég kicsi lenne ahhoz, hogy egy űrbe közlekedő felvonó tartókábelét ebből alakítsák ki, a valós esetekben a nanocsövek nem állíthatók elő hibamentesen, illetve problémát okoz az is, hogy a nanocsövek egymás közötti kölcsönhatása gyenge. Mindazonáltal több eredmény, például Baughman és szerzőtársaié, is arra mutat, hogy ebben a közeljövőben előrelépések lehetségesek, és új, mainál sokkal nagyobb szilárdságú és könnyebb szerkezeti anyagok előállítására lesz lehetőség.

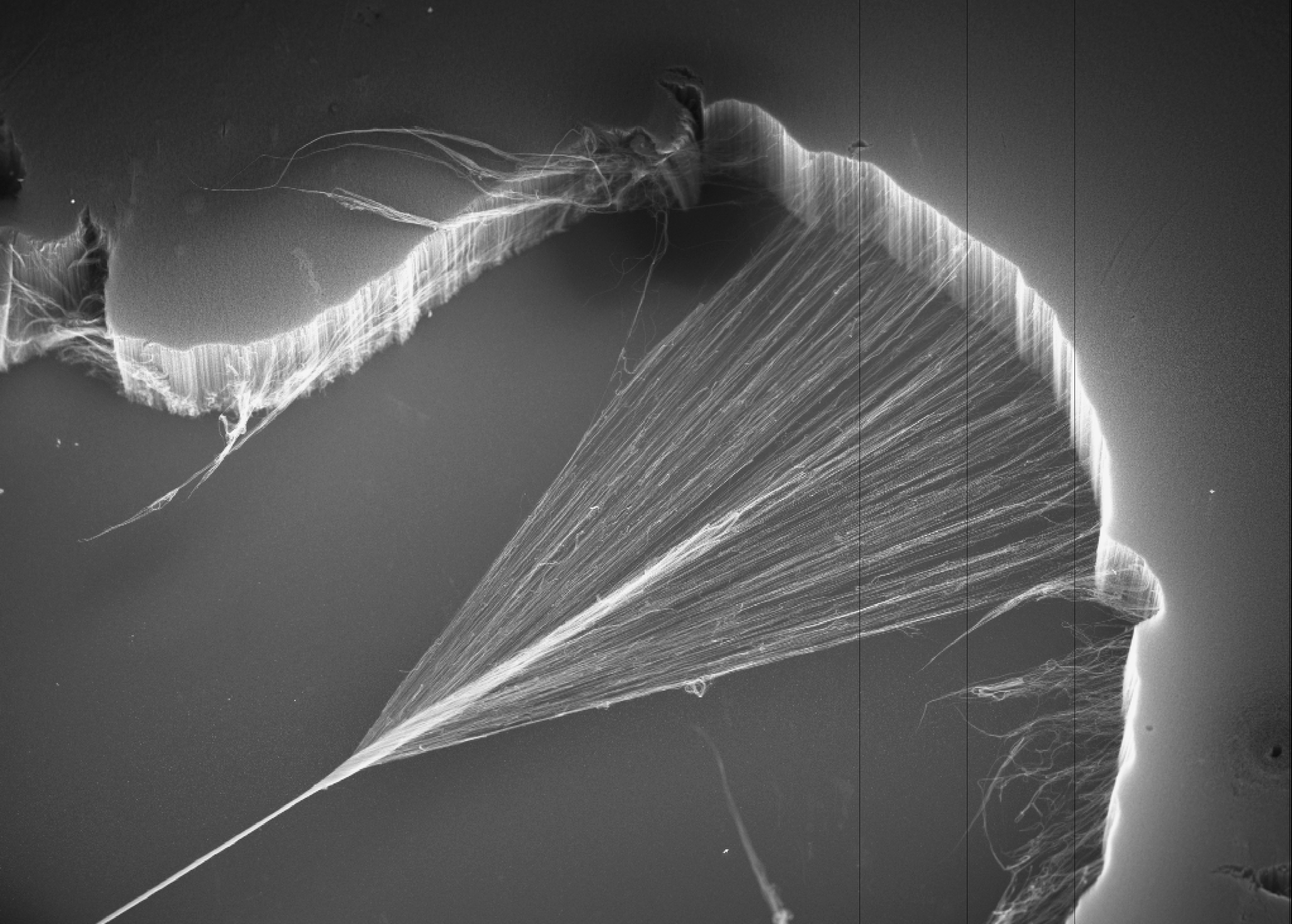
Nanocső-fonat készítése CVD-vel készült szénnanocső-szőnyegből

A ruházati alkalmazásokhoz kapcsolódóan folynak kutatások a szén nanocső alapú fonalak, szálak, illetve vékonyrétegek kifejlesztésére. Ezek készítését a katalitikus gőzfázisú leválasztással gyártott szén nanocső szőnyegekből, egy hőkezeléssel kísért húzó-csavaró folyamattal képzelik el, mely során a nanocsövek a szőnyegből kiszakadva és kötegekbe rendeződve hosszú szálakat képeznek. Bár a nanocsövek elméleti, kb. 100 GPa körüli szakítószilárdságához képest ezen szálaké jelentősen kisebb, a rövid, kb. 1 mm-es hosszú szálaknál sikerült elérni a 9 GPa szakítószilárdságot. A problémát ez esetben is a szálban található nanocsövek egymás közötti elcsúszása okozza, melyet például szénion-besugárzással elősegített térhálósítással igyekeznek megoldani. A nanocső szálakat más, ma is alkalmazott anyagokkal, például kevlárral kombinálva is vizsgálják. Elképzelhető, hogy a jövőben ezeket a nehezen elszakítható szálakat például golyóálló katonai ruházatban alkalmazzák, bár ehhez még további kutatómunka szükséges.
A nanocsövek vezetőképessége a csőfalon jellemzően igen jó, továbbá a kívülről érintkező nanocsövekkel is vezető kontaktusokat képesek kialakítani. Ha egy szigetelő anyagba nanocső adalékot juttatnak, elképzelhető, hogy a nanocsövek a szigetelő mátrixban olyan tárhálót alkotnak, amely a makroszkopikus vezetőképesség jelentős növekedését okozza, így az eredetileg szigetelő anyag vezetővé válik.
A polimertechnológia elmúlt évtizedekre jellemző felívelése miatt ma már sok igen jó mechanikai jellemzővel bíró, polimer alapú szerkezeti anyag gyártási eljárását ismerjük. Viszont ezen anyagok jellemzően jó szigetelők. Ha valamely alkalmazásban vezető polimerre lenne szükség, a probléma például szén nanocső adalékolásával oldható meg. Az autóiparban például fontos, hogy az alkatrészek könnyűek legyenek, de közben bizonyos alkatrészek, például az üzemanyag-vezetékek jó, ha vezető jellegűek, ugyanis akkor nem léphet fel rajtuk töltésfelhalmozódás, és emiatt egy esetleges elektrosztatikus kisülés. A nanocső-adalékolás további következménye lehet egyes polimer- vagy műgyantamátrixokban a keménység, a merevség illetve a szívósság növekedése.

#### Mikroelektronika

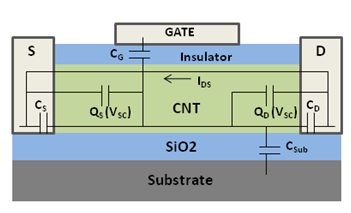
Egy lehetséges szénnanocső-FET kialakítás, illetve annak helyettesítő áramköre

Ha egy szén nanocső két végén elektromos kontaktust alakítanak ki, a csőfal közelében pedig kapuelektródát helyeznek el, térvezérlésű tranzisztor hozható létre. Két kapuelektródával egyelektron-tranzisztor is kialakítható, melyen az elektronok gyakorlatilag egyesével engedhetők át. Az elektródák kialakítására sokféle módszer és elrendezés lehetséges, de alapvetően kétféleképpen történhet. Az egyik esetben a szén nanocsövet üres hordozó felületére helyezik (például az oldószerben diszpergált (eloszlatott) nanocsöveket lecseppentik a hordozó felületére, majd az oldószert fűtéssel elpárologtatják), ezt követően nanolitográfiás eljárással (például elektronsugaras litográfiával) a maszk segítségével mintázott króm-arany réteget választanak le a minta felületére, így a nanocső makroszkopikus áramkörbe lesz köthető. A másik lehetőség a nanocsövek kontaktálására, hogy az elektromos kontaktusokat előre kialakítják a hordozón, amire a nanocsöveket utólag, véletlenszerűen helyezik el. Ekkor csak bizonyos nanocsövek kerülnek valóban tranzisztor-elrendezésbe, de a folyamat jóval egyszerűbb, például nem szükséges a nanocsövek megkeresésére pásztázószondás (pl. AFM, STM) vizsgálatokat folytatni.
Az eljárásban problémát jelent, hogy a nanocsövek a gyártásukkor véletlenszerűen félvezető vagy vezető jellegűek. A vezető csövek ugyanis a térvezérelt kapcsolást megvalósító félvezető nanocsövekkel párhuzamosan kapcsolva rövidzárként viselkednek. Az IBM egy kutatócsoportja 2001-ben állt elő az ötlettel, hogy a kontaktussal ellátott csövek közül a fémesek célzottan „tönkretehetők”, így a mintában csak a félvezető nanocsövek maradnak működőképesek. Azonban ez a módszer is csak részleges megoldást ad, a nanocsövek szerkezetének gyártás során történő befolyásolása továbbra is komoly probléma.
A szén nanocsőből nyomtatási eljárással kialakított elektronikus eszközök (nyomtatott elektronika, mely nem tévesztendő össze a nyomtatott áramkörrel) ma igen komoly mérnöki kutatás alatt állnak. A következő évtizedben áttörés várható a hajlékony, átlátszó TFT- és OLED-kijelzők gyártása terén, melyben szerephez juthatnak a nanocső alapú eszközök is. A szén nanocső TFT-k mobilitása elérheti a 35 cm2 V−1 s−1 értéket is, mely összemérhető a témakör más kutatás alatt álló anyagainak mobilitásaival is.

#### Napelemek
A szén nanocsövekre alapozva többféle fotovoltaikus eszköz is fejlesztés alatt áll. Más szerves félvezető anyagok, például konjugált polimerek mellett nanocsövekkel is kísérleteznek a napkutatásban. Erős UV/látható/IR-abszorpciójuk miatt maguk a szén nanocsövek jól alkalmazhatók lehetnek fényelnyelőként. Az elnyelt fény a nanocső-konjugáltpolimer keverékben keltene töltéseket, melyek kialakítják a fotovoltaikus effektust. A New Jersey Institute of Technology munkatársai egy erre épülő, újszerű megoldáson dolgoznak, melyben a polimerhez szén nanocsövekből és fullerénmolekulákból képezett, kígyószerű szerkezetet adalékolnak. A napelem félvezető átmenetébe belépő fotonok a polimerben töltéseket keltenek, melyeket a fullerénmolekulák becsapdáznak. A töltések elvezetését a fullerénhez kapcsolt szén nanocső végezhetné.

#### Hidrogéntárolás

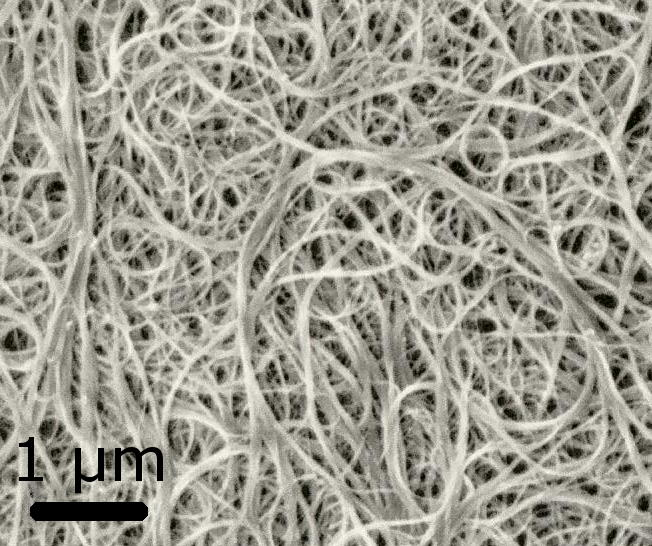
Szén nanocső kötegek hálózata, mely nanoporózus jellegű anyagot alkot (SEM-kép)

A nanoszerkezet miatti kapillaritásuk és nagy felület-térfogat arányuk miatt felmerült, hogy a szén nanocsöveket hidrogénalapú üzemanyagcellák tárolóelemeiben lehetne hasznosítani. A csőfalak belső és külső felülete illetve több csőből álló hálózatnál a csőkapcsolatok, illetve ezen anyagok nagy makroszkopikus porozitása igen sok gázmolekula fiziszorpciójára (van der Waals-kötésekkel történő adszorpciójára) ad lehetőséget, így a cella üzemanyagát nem gáz vagy folyadék halmazállapotban, hanem felülethez kötve, sokkal kisebb térfogatban, így sokkal nagyobb atomsűrűséggel lehetne tárolni. Ez például hidrogénüzemű járművekben lenne hasznosítható. Az ilyen irányú alkalmazások legnagyobb akadálya a nanocsövek hidrogéntároló képességének korlátja. A nanocsöveken alapuló cellákban nagy tisztaságot kell elérni, nem tartalmazhatnak sok grafént, amorf szenet, illetve különféle, csőfalra kötődő adatomokat, ugyanis ezek csökkentik a nanocsőszerkezet hidrogéntároló kapacitását.

#### Energiatárolás
Ismeretes, hogy a kondenzátorok töltéstároló képessége, azaz a kapacitás egy síkkondenzátor esetén a kondenzátor fegyverzeteinek területével, és a szigetelő közeg dielektromos állandójával egyenesen, a fegyverzetek távolságával pedig fordítottan arányos:
{\displaystyle C={\frac {\varepsilon A}{d}}}.
Ez alapján könnyen érzékelhető, hogy ha rendelkezésre állna egy olyan kondenzátor, melyben igen nagy felületű vezetőket alakítottak ki egymáshoz igen közel, melyeket nagy dielektromos állandójú, igen vékony közeg választ el, akkor nagyon nagy kapacitás lenne elérhető. A szén nanocsövekből alkothatók olyan nanoszerkezetű makroszkopikus szerkezetek, melyek porozitása, felület-térfogat aránya nagy. Ha egy ilyen szerkezetre szigetelő vékonyréteget, majd egy másik vezetőt választanak le, akkor elvileg rendkívüli kapacitású kondenzátor áll elő. Ezért a szuperkondenzátorok fejlesztésében felmerült a szén nanocsövek alkalmazása is. Továbbá a szén nanocsöveken alapuló porózus tömbi anyagokban megtalálható apró üregek mérete befolyásolható, méreteloszlásuk szűkebb határok között tartható, mint például porózus amorf szénen alapuló eljárásoknál. Bár a kilátások biztatóak, a jelenlegi eredmények még nem hoztak áttörést, a szén nanocsöveken alapuló szuperkondenzátorok kapacitása még nem kirívó, illetve további kutatás szükséges az eszközök stabilitásának növelésére.

## Környezeti és egészségügyi hatásai

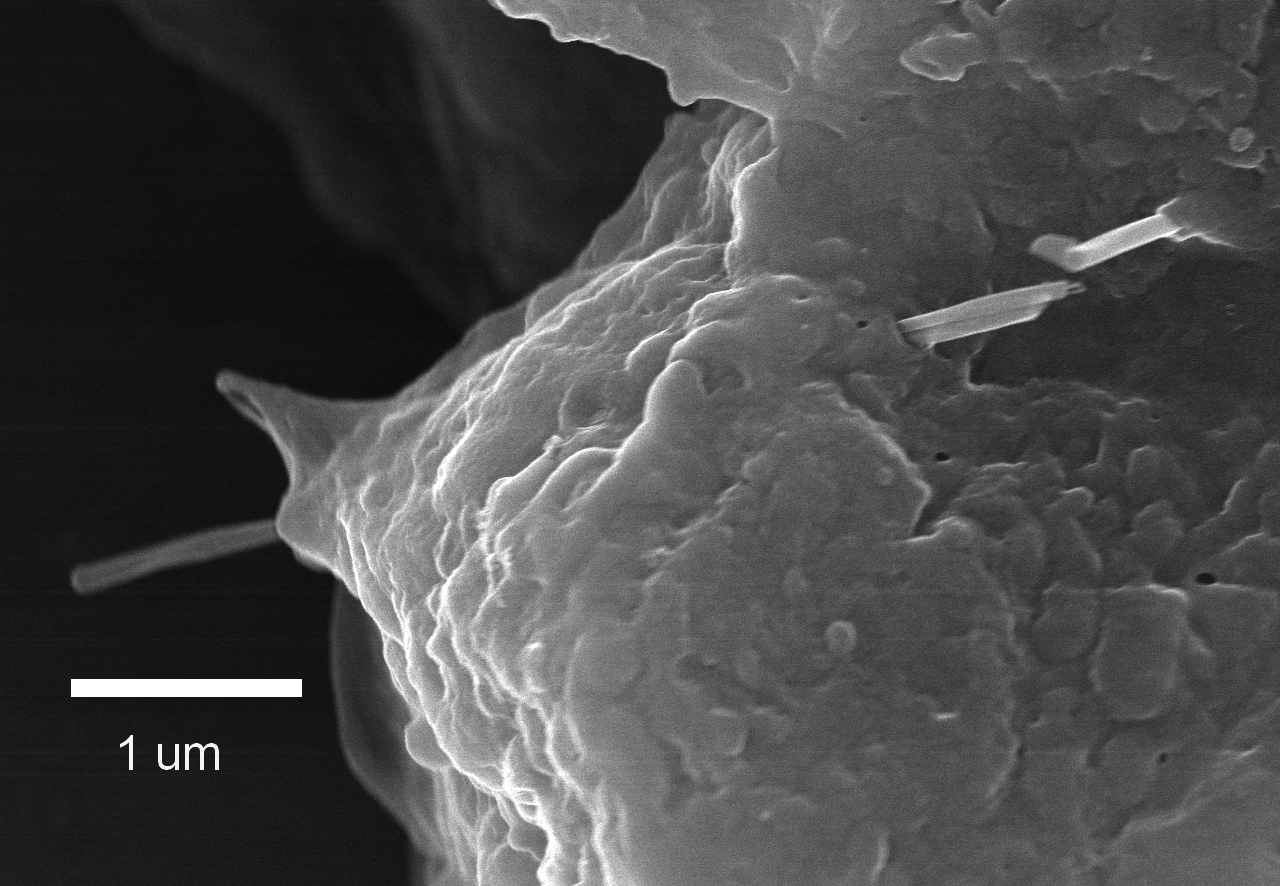
A tüdő egy sejtjébe ágyazódó nanocső. Az ismert egészségügyi kockázatok egyike a nanocsövek azbesztszálakhoz hasonló légzőszervi hatása

### Egészségügyi hatások
Mivel a nanocsövek mérete, szerkezete és kémiai funkcionalitása igen sokféle lehet, az esetleges káros élettani hatásainak meghatározása összetett feladat. A témában több tanulmány is megjelent, melyek a szén nanoanyagok használatából falakó veszélyek közt az alábbiakat említik:
- levegőben szálló szén nanoanyagok légzőszervi hatásokat okozhatnak, mely egyes vélemények szerint az azbesztével összemérhető, ahhoz hasonló;
- szerkezetük miatt nem zárható ki, hogy a táplálékláncba kerülnek, illetve az emberi szervezetben felhalmozódnak;
- nem zárható ki a karcinogén hatás, a DNS-sel kontaktusba kerülő szén nanocső annak törését, funkcióváltozását okozhatja.

A fenti hatások természetének jobb megismerése, a veszélyt jelentő expozíciós szintek és módok meghatározása további orvosbiológiai és kémiai kutatást igényel.

### Környezeti hatások
Bár a nanocsövek alapállapotukban nem oldódnak vízben, de kolloidot képezhetnek. A csövek kis kötegei, csomói viszonylag hosszú ideig le nem ülepedő diszperziót alkotva lebeghetnek a vízben, mely elősegíti a földi bioszférában való elterjedésüket. Nem kizárt, hogy ha a nanocsövek használata tömegessé válik, ez a hatás környezeti károsodáshoz vezet. Emiatt a szén nanocsövek kontrollált kibocsátásával, környezeti monitorozásával, esetleges káros hatások csökkentésével kapcsolatban további kutatás szükséges.

### Határértékek, szabályozások

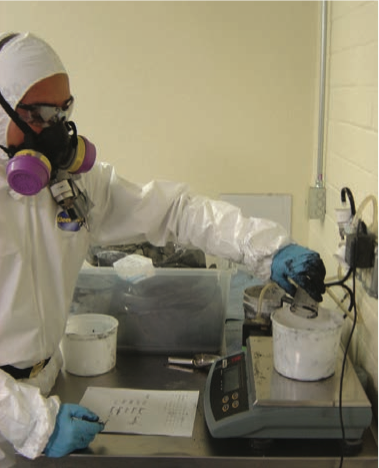
Szén nanocsövekkel foglalkozó laboráns védőöltözetben

A NIOSH egyesült államokbeli munkaegészségügyi szervezet 2013-as tanulmányában közölte a szén nanocsövekkel és nanoszálakkal kapcsolatos irányelveit. Ebben felhívja a figyelmet arra, hogy a szén nanoanyagok egyes esetekben károsabbak lehetnek, mint a szénalapú anyagok más, tömbi formái. Állatkísérletek alapján valószínűsítik, hogy a levegőben szálló szén nanocsövek légzőszervi megbetegedést okozhatnak, és 1 μg/m3-ben határozták meg a 8 órás munkanap során maximálisan belélegezendő szén nanoanyag mennyiségét. A tanulmányban további ajánlásokat tettek közzé.
Az Európai Parlament és a Tanács 2006. december 18-án elfogadott, vegyi anyagok regisztrálásáról, értékeléséről, engedélyezéséről és korlátozásáról szóló 1907/2006/EK rendelete, azaz a REACH munkaegészségügyi szabályozást vezetett be a szén nanocsövek lehetséges veszélyei miatt. Ennek értelmében a szén nanocső kereskedelmi formalomba kerülhet 10 tonnáig. Ez a szabályozás jelenleg az OCSiAl által gyártott egyik speciális egyfalú szín nanocsőre vonatkozik.

## Galéria

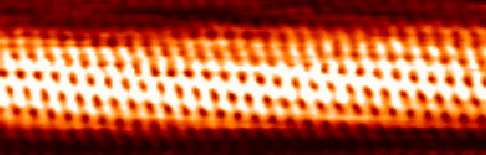
Királis szén nanocső AFM-képe
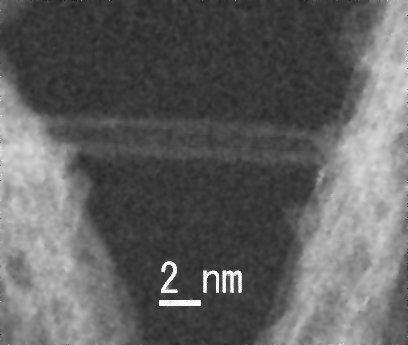
Egyfalú szén nanocső TEM-képe
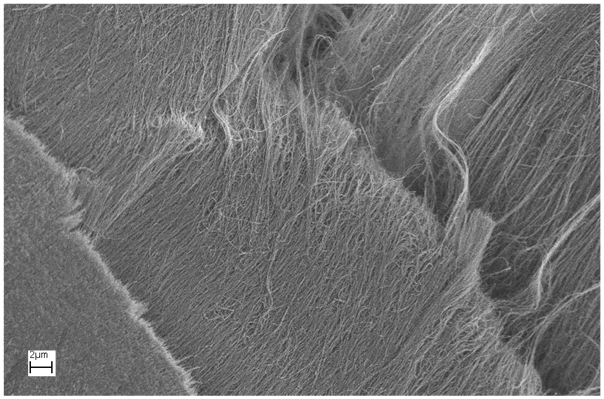
Többfalú szén nanocsövek CVD-vel létrehozott szőnyege
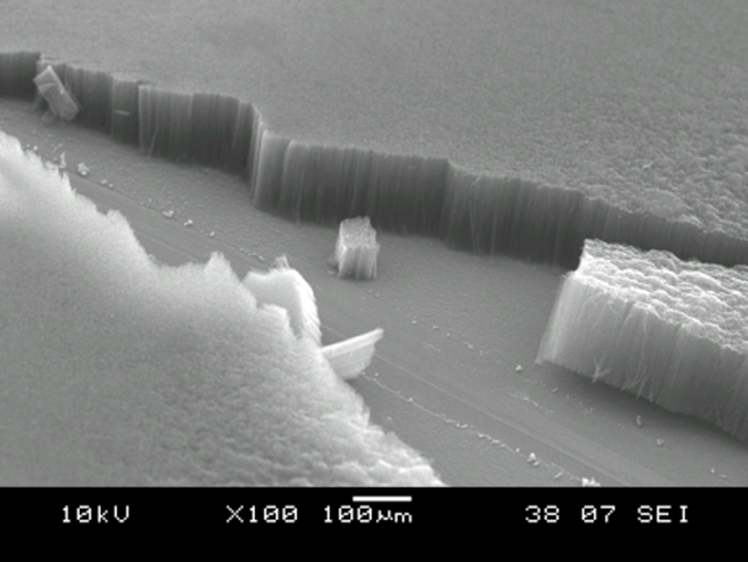
Irányított növesztésű szén nanocsövek szőnyege
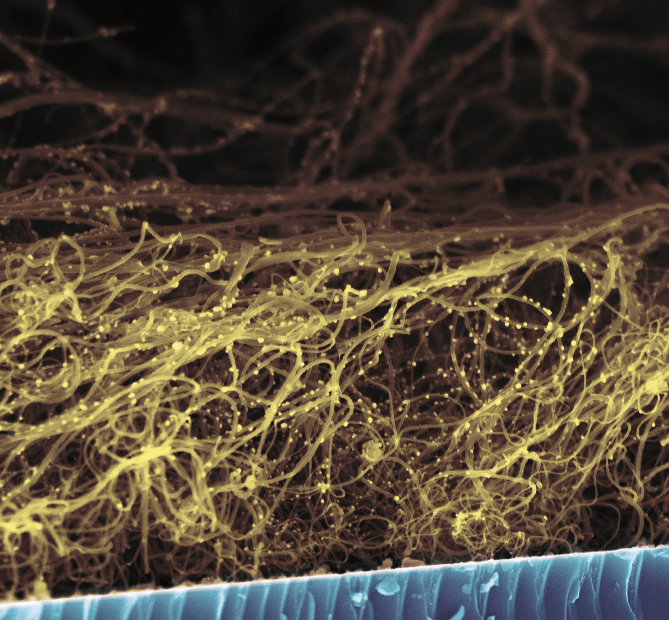
Szilíciumszelet felületére leválasztott, nanocsövek hálózatából álló réteg, melyre arany nanorészecskéket ültettek
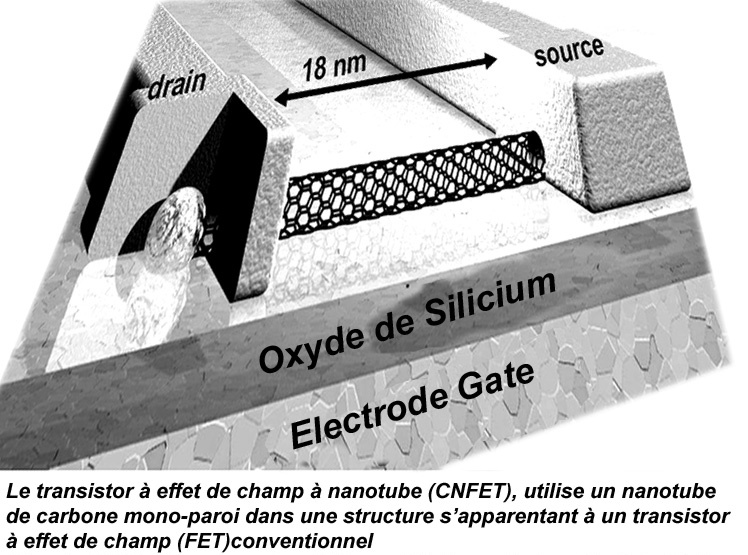
Szénnanocső-tranzisztor elvi felépítését mutató grafika
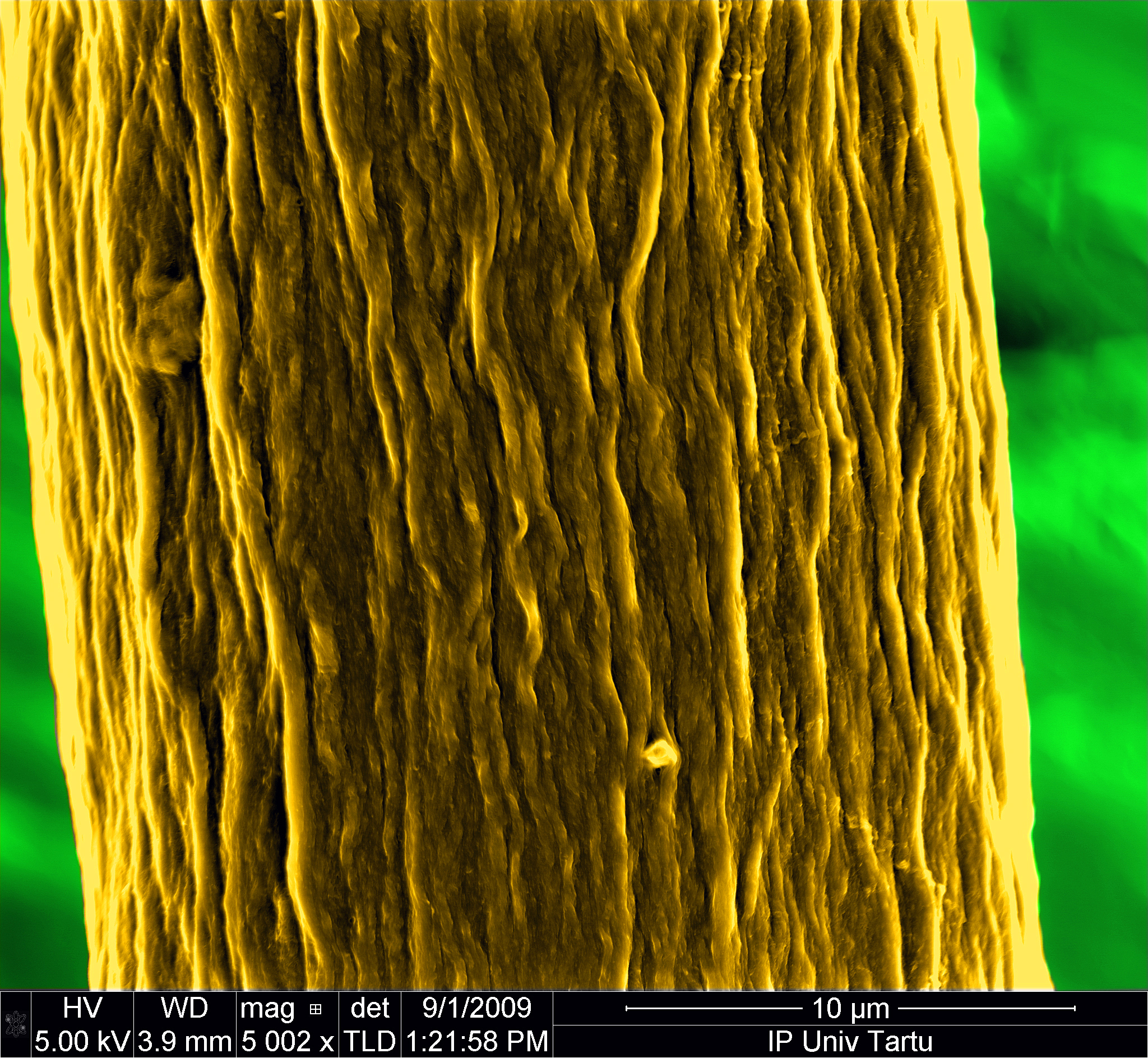
Szén nanocsövekből álló mikroszál színezett SEM-képe
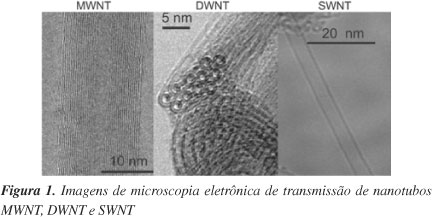
Több- két- és egyfalú nanocsövek TEM-képei
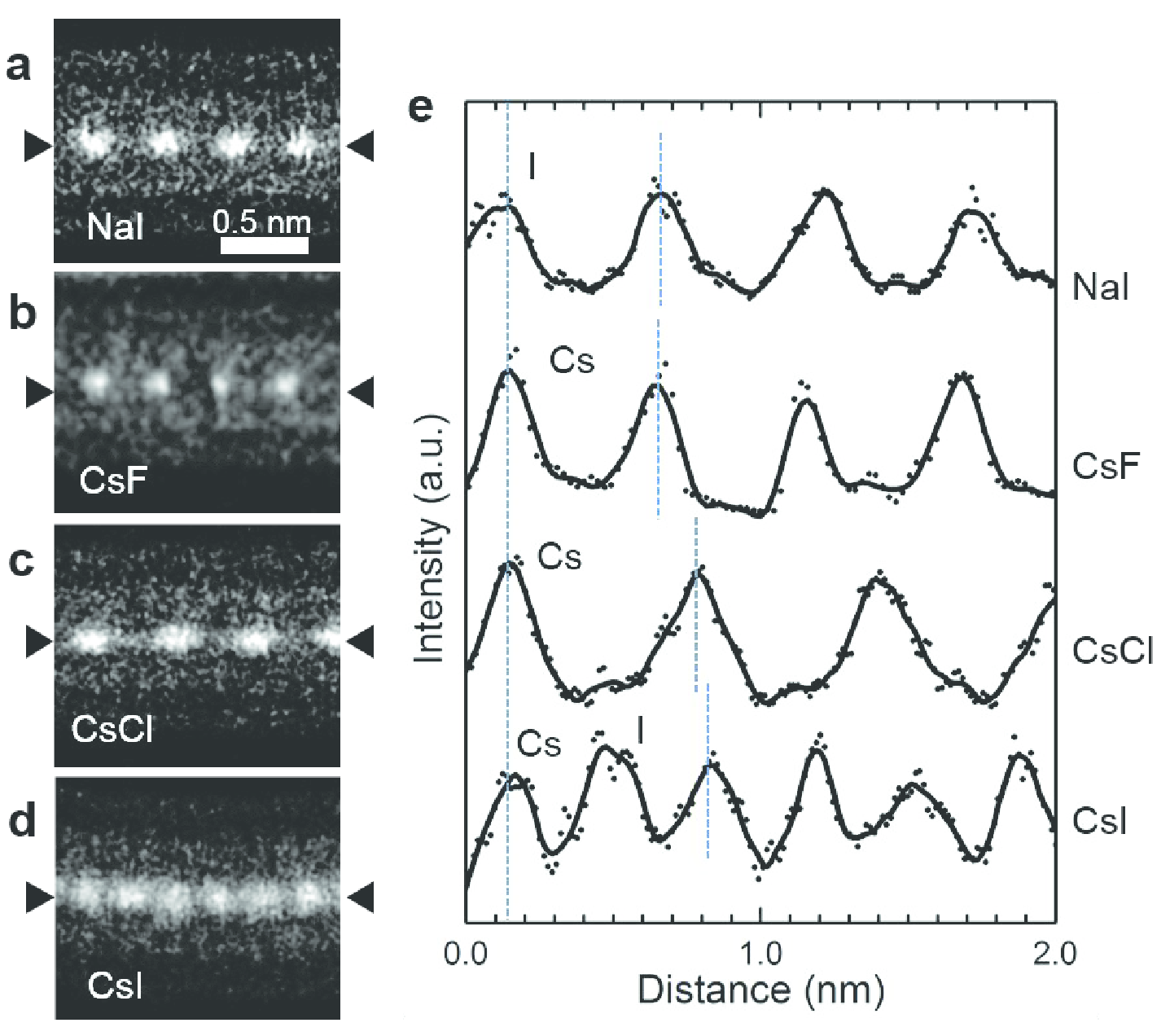
Szén nanocső belsejébe csapdázott különféle atomi láncok sötét látóterű TEM-képeken

## Fordítás
- Ez a szócikk részben vagy egészben  a   Carbon nanotube című angol Wikipédia-szócikk ezen változatának fordításán alapul.  Az eredeti cikk szerkesztőit annak laptörténete sorolja fel. Ez a jelzés csupán a megfogalmazás eredetét és a szerzői jogokat jelzi, nem szolgál a cikkben szereplő információk forrásmegjelöléseként.
- Ez a szócikk részben vagy egészben  a   Mechanical properties of carbon nanotubes című angol Wikipédia-szócikk ezen változatának fordításán alapul.  Az eredeti cikk szerkesztőit annak laptörténete sorolja fel. Ez a jelzés csupán a megfogalmazás eredetét és a szerzői jogokat jelzi, nem szolgál a cikkben szereplő információk forrásmegjelöléseként.
- Ez a szócikk részben vagy egészben  az   Optical properties of carbon nanotubes című angol Wikipédia-szócikk ezen változatának fordításán alapul.  Az eredeti cikk szerkesztőit annak laptörténete sorolja fel. Ez a jelzés csupán a megfogalmazás eredetét és a szerzői jogokat jelzi, nem szolgál a cikkben szereplő információk forrásmegjelöléseként.
- Ez a szócikk részben vagy egészben  a   Synthesis of carbon nanotubes című angol Wikipédia-szócikk ezen változatának fordításán alapul.  Az eredeti cikk szerkesztőit annak laptörténete sorolja fel. Ez a jelzés csupán a megfogalmazás eredetét és a szerzői jogokat jelzi, nem szolgál a cikkben szereplő információk forrásmegjelöléseként.

### Szakkönyvek, publikációk
- Saitō, Riichirō, M. S. Dresselhaus, G.Dresselhaus. Physical properties of carbon nanotubes. London: Imperial College Press (1998). ISBN 978-1-86094-223-5
- Dresselhaus, M. S., G. Dresselhaus, P. C. Eklund. Science of fullerenes and carbon nanotubes. San Diego: Academic Press (1996). ISBN 978-0-08-054077-1
- Tanaka, K, T. Yamabe, K. Fukui, Eds (2000). „The Science and Technology of Carbon Nanotubes”. Fullerene Science and Technology, Elsevier Science, Amsterdam 8 (6), 639–640. o, Kiadó: Informa UK Limited. DOI:10.1080/10641220009351440. (Hozzáférés: 2017. március 30.)
- Shinar, Joseph, et al. Optical and electronic properties of fullerenes and fullerene-based materials. New York: M. Dekker (2000). ISBN 978-0-8247-8257-3
- Dresselhaus, M. S., G. Dresselhaus, Ph. Avouris. Carbon nanotubes : synthesis, structure, properties, and applications. Berlin, New York: Springer (2001). ISBN 978-3-540-41086-7
- Reich, S, C. Thomsen, J. Maultzsch. Carbon nanotubes : basic concepts and physical properties. Weinheim Cambridge: Wiley-VCH (2004). ISBN 3-527-40386-8
- Ebbesen, Thomas. Carbon nanotubes – preparation and properties. Boca Raton: CRC Press (1997). ISBN 978-0-8493-9602-1
- Volder, M. F. L. De (2013). „Carbon Nanotubes: Present and Future Commercial Applications” (PDF). Science 339 (6119), 535–539. o, Kiadó: American Association for the Advancement of Science (AAAS). DOI:10.1126/science.1222453. (Hozzáférés: 2017. április 4.)

### Ismeretterjesztő weblapok
- Biró László Péter: Nanovilág: A szén nanocsőtől a kék lepkeszárnyig. Fizikai Szemle 2003/11. 385.o., 2003. (Hozzáférés: 2017. március 30.)
- Kónya Zoltán, B. Nagy János, Kiricsi Imre: Szén nanocsövek előállítása és alkalmazásai. Magyar Tudomány, 2003/9 1114. o., 2003. (Hozzáférés: 2017. március 30.)
- Kürti Jenő: Szén nanocsövek. Fizikai Szemle 2007/3. 106.o., 2007. (Hozzáférés: 2017. március 30.)
- Kürti Jenő, Koltai János: Szén nanoszerkezetek (PDF) pp. 38–53, 2013. (Hozzáférés: 2017. március 30.)
- SEM images & TEM images of carbon nanotubes, aligned carbon nanotube arrays, and nanoparticles (angol nyelven). www.nano-lab.com. (Hozzáférés: 2017. március 30.)